# Audi S6
Der S6 ist die Sportversion des Audi A6. Das Modell unterscheidet sich in allen Generationen in Details vom normalen Audi A6. Dazu zählen leistungsstarke Motoren und exklusive Materialien wie zum Beispiel ausgewählte Ledersorten oder Zierteile aus kohlenstofffaserverstärktem Kunststoff.
Auch eine umfangreichere Serienausstattung zeichnet den S6 aus. Dazu gehören immer der Allradantrieb quattro und die S6-typischen Designmerkmale wie Schriftzüge an Front und Heck und seit der Generation C5 die silbernen Kappen der Außenspiegel. Weiterhin ist der S6 durch Änderungen an Anbauteilen wie Rädern, Abgasanlage, Fahrwerk, Stoßfängern und Schwellern erkennbar. Der S6 Plus ist das erste bei der Quattro GmbH gebaute Fahrzeug.
Eine noch sportlichere Variante ist der RS6.

## S6 C4 (1994–1997)
→ Da der Audi S6 C4 weitestgehend auf der Vorgängerversion, dem Audi S4 C4 basiert, siehe auch: Audi S4 C4
Die Sportversion des Audi 100 C4 trug bis 1994 den Namen S4. Nachdem der Audi 100 C4 in einigen Details modifiziert und zugunsten der neuen Nomenklatur in A6 umbenannt wurde, änderte sich ebenfalls die Bezeichnung der Sportversion von S4 in S6. Es handelt sich daher um eine Faceliftversion. Der Wagen wurde als Limousine und als Kombi (Avant) gebaut. Er wurde mit den Motorvarianten 2,2-l-Reihenfünfzylinder-Turbomotor mit einer maximalen Leistung von 169 kW (230 PS) und einen 4,2-l-V8-Motor mit 213 kW (290 PS) maximaler Leistung angeboten:
- Der 2.2 Liter AAN-Motor ist baugleich mit dem 5-Zylinder-Motor aus dem Audi S4 C4.

- Der 4,2 Liter V8 Motor mit dem Motorkennbuchstaben AEC ist eine weiterentwickelte Version des ABH V8 Motors aus dem Audi S4 C4 und Audi V8, welcher nun erstmals auch mit einem 4-Gang-Automatikgetriebe erhältlich war. Durch eine leicht geänderte Verdichtung von 10,8:1 statt 10,6:1, geänderten Steuerzeiten, Ventiltrieb und Softwareanpassung leistet er im S6 nun 213 kW (290 PS) statt der 206 kW (280 PS).[1]

Vom S6 C4 4.2 waren am 1. Januar 2024 laut KBA noch 65 Limousinen und 228 Avant in Deutschland angemeldet.

### Optische Unterschiede zum Audi S4 C4
Im Gegensatz zum S4 C4 unterscheidet sich der S6 C4 nun weniger zum Grundmodell, dem A6 C4, vormals dem Audi 100 C4. So sind in Wagenfarbe lackierte Stoßleisten, DE-Scheinwerfer, lackierte Rückspiegel oder weiße Blinker, anders als noch am S4, kein Alleinstellungsmerkmal mehr. Weitere Unterschiede wie geschlossene – statt Rahmenkopfstützen, geänderte Stoßstange oder andere Stoßfänger beruhen auf dem Facelift vom Audi 100 zum A6.

### Exterieur

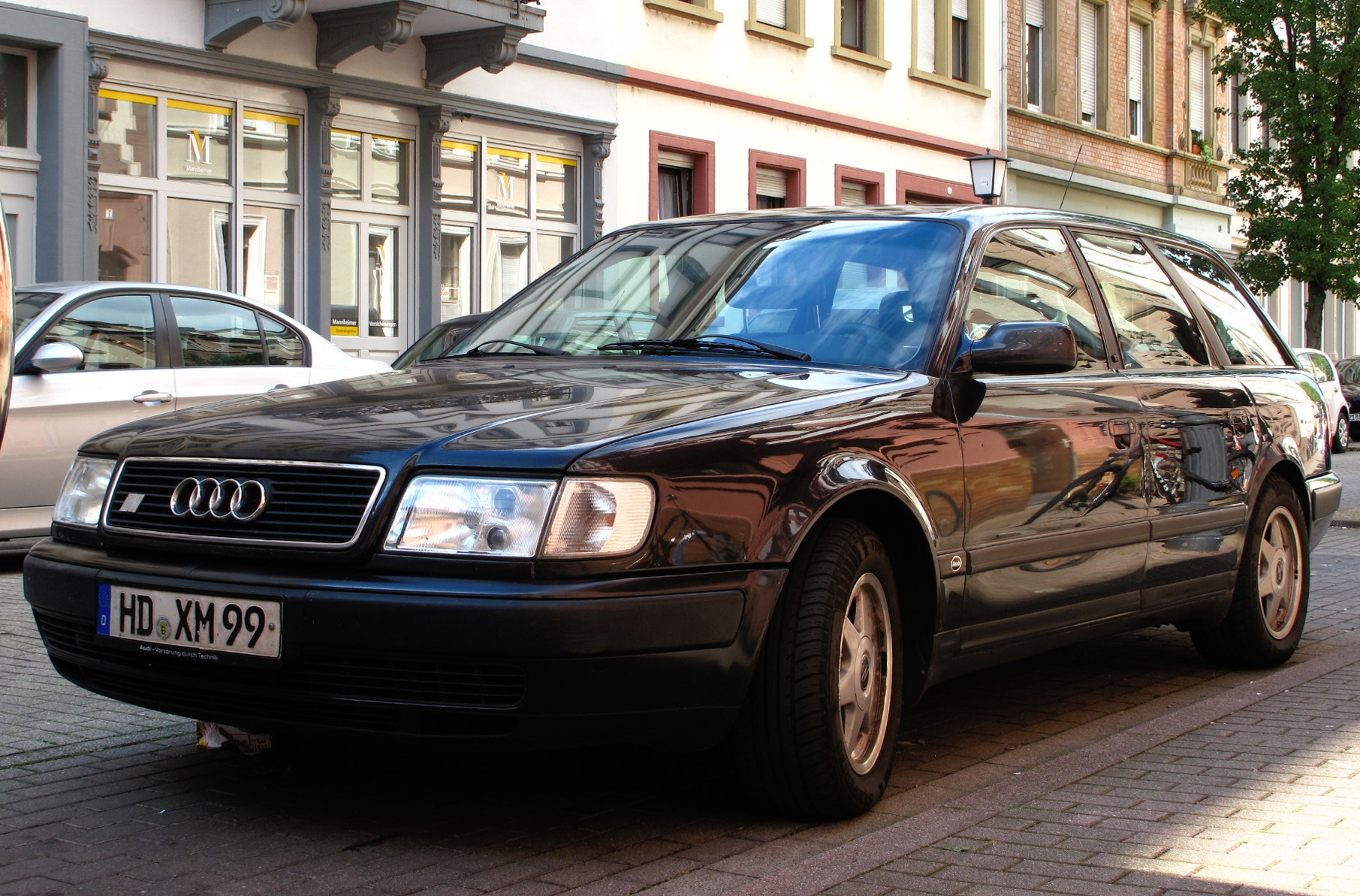
Audi S4 C4, das Vorgängermodell des S6 unterscheidet sich optisch deutlich zu diesem. So etwa am Kühlergrill, Stoßstange, den Scheinwerfern, Blinkern, Rückspiegeln oder Stoßleisten.
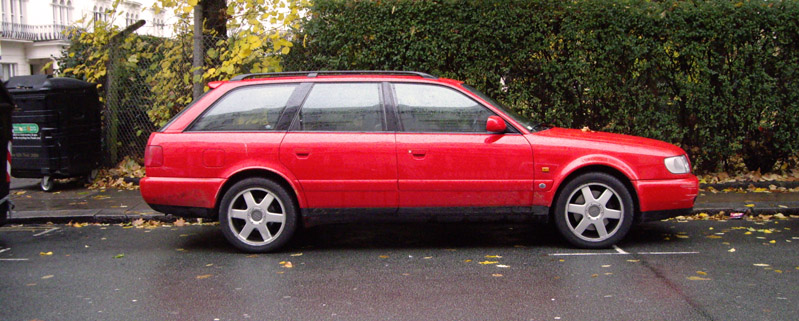
S6 Avant, Seitenansicht
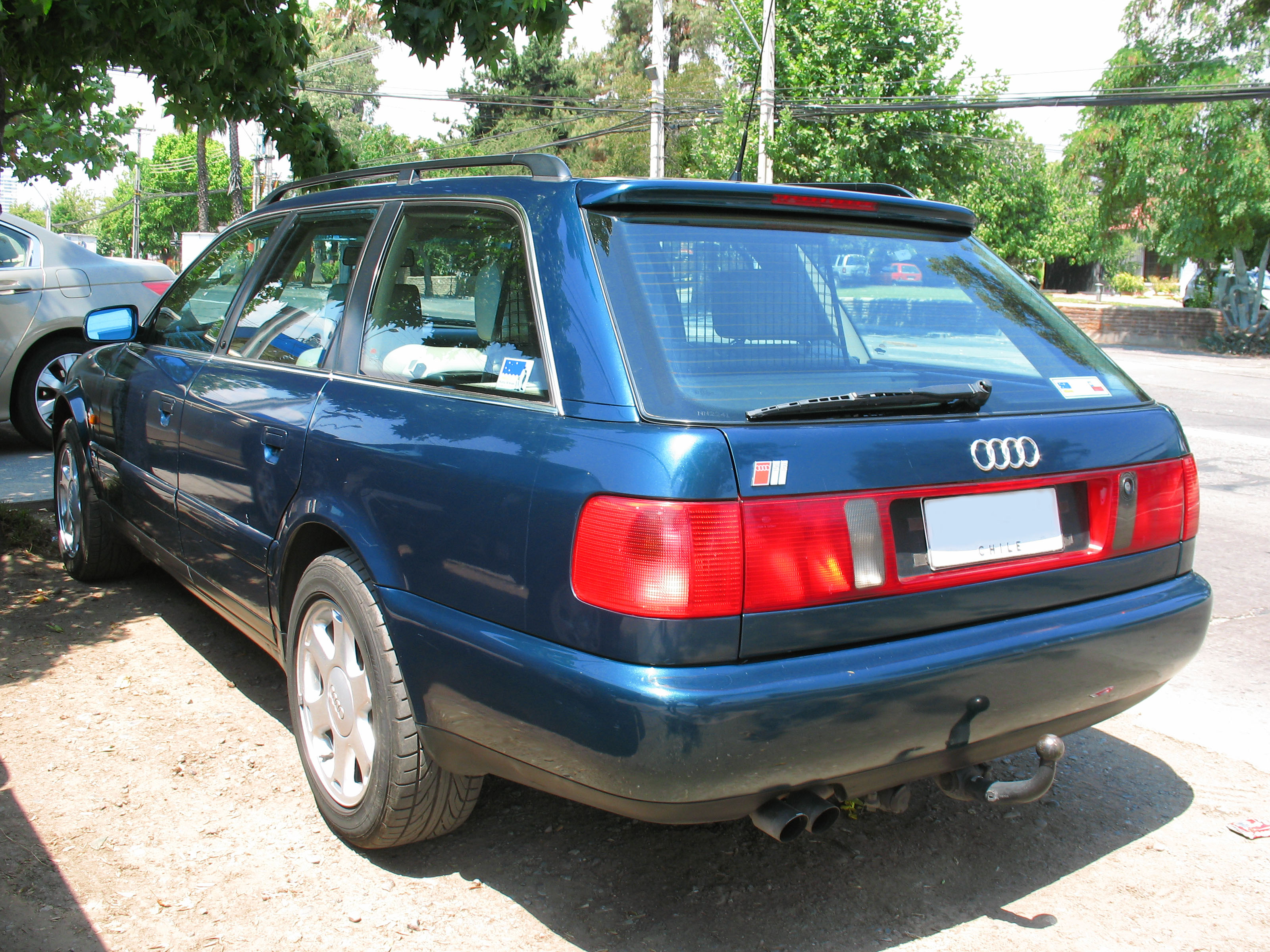
Heckansicht mit typischem Rückleuchtenband
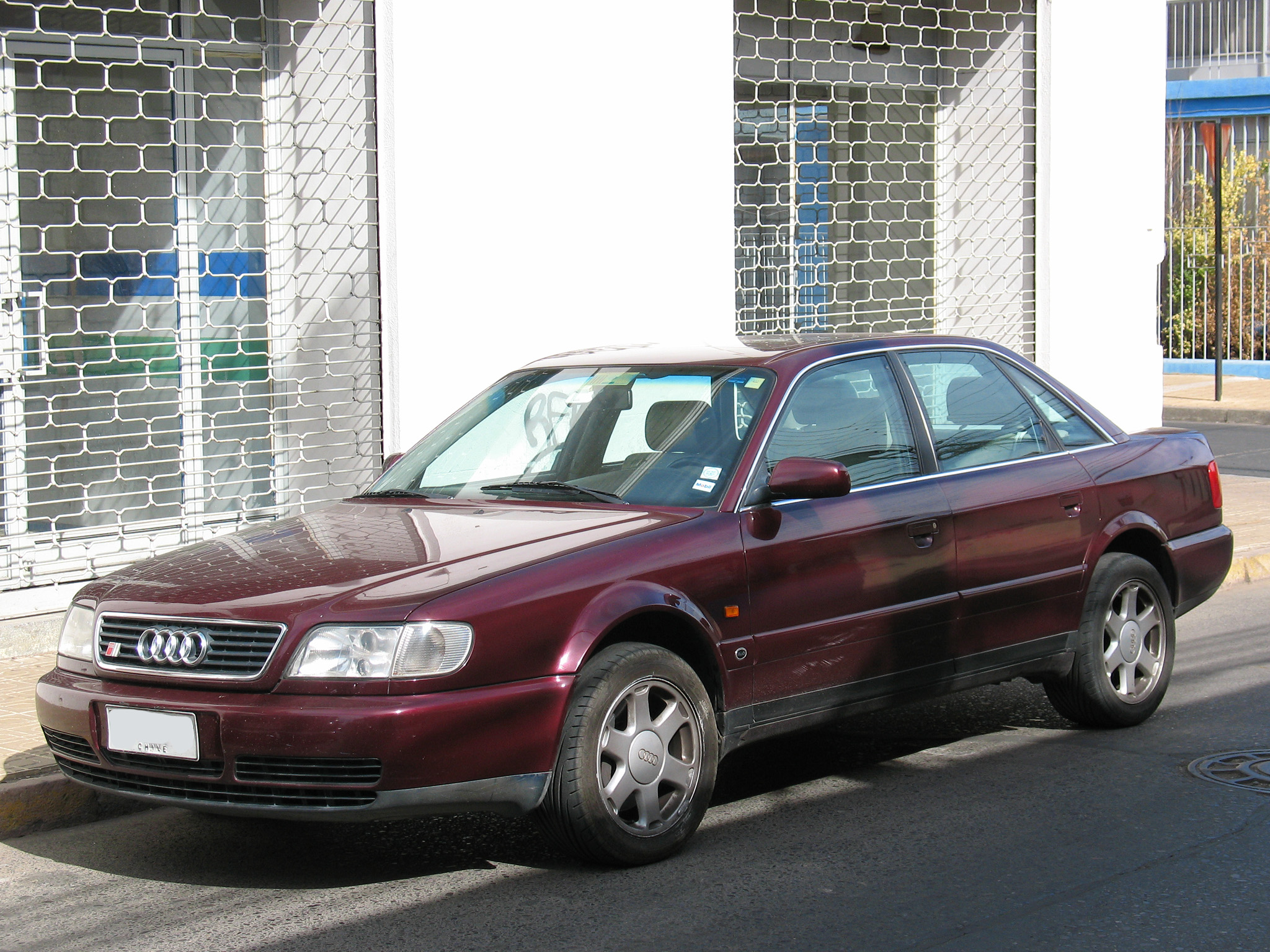
S6 Limousine

### S6 Plus
Im Jahr 1996 kam der Audi S6 Plus (erkennbar am blauen Balken im damaligen Audi-Sport-Emblem) auf den Markt. Es war kein Sondermodell des S6, sondern das erste eigenständige Fahrzeug der Quattro GmbH, die als Tochterunternehmen der Audi AG Modifizierungen an Fahrzeugen vornimmt. Der S6 Plus hatte einen leistungsgesteigerten V8-Motor mit 240 kW (326 PS) und 6-Gang-Schaltgetriebe. Er hatte Zusatzausstattung und wurde als Limousine und Avant (Kombi) angeboten.
Vom S6 Plus wurden bis 1997 nur 97 Limousinen und 855 Avant gebaut. Am 1. Januar 2010 waren noch 21 Limousinen und 201 Avant in Deutschland angemeldet, am 1. Januar 2024 noch 18 Limousinen und 134 Avant. Dies macht den S6 plus zu einem relativ seltenen Automodell.

### Technische Daten
|                                             | S6                                                      | S6                                                      | S6                                                      | S6 4.2                                                                   | S6 4.2                                                                   | S6 Plus                                                                  |
| ------------------------------------------- | ------------------------------------------------------- | ------------------------------------------------------- | ------------------------------------------------------- | ------------------------------------------------------------------------ | ------------------------------------------------------------------------ | ------------------------------------------------------------------------ |
| Motorart:                                   | Ottomotor                                               | Ottomotor                                               | Ottomotor                                               | Ottomotor                                                                | Ottomotor                                                                | Ottomotor                                                                |
| Motortyp:                                   | Fünfzylinder-Reihenmotor mit 20 Ventilen und Turbolader | Fünfzylinder-Reihenmotor mit 20 Ventilen und Turbolader | Fünfzylinder-Reihenmotor mit 20 Ventilen und Turbolader | Achtzylinder-V-Motor mit 32 Ventilen und vier obenliegenden Nockenwellen | Achtzylinder-V-Motor mit 32 Ventilen und vier obenliegenden Nockenwellen | Achtzylinder-V-Motor mit 32 Ventilen und vier obenliegenden Nockenwellen |
| Hubraum:                                    | 2226 cm³                                                | 2226 cm³                                                | 2226 cm³                                                | 4172 cm³                                                                 | 4172 cm³                                                                 | 4172 cm³                                                                 |
| max. Leistung bei min−1:                    | 169 kW (230 PS)/5900                                    | 169 kW (230 PS)/5900                                    | 169 kW (230 PS)/5900                                    | 213 kW (290 PS)/5800                                                     | 213 kW (290 PS)/5800                                                     | 240 kW (326 PS)/6500                                                     |
| max. Drehmoment bei min−1:                  | 350 Nm (380 Nm mit Overboost)/1950                      | 350 Nm (380 Nm mit Overboost)/1950                      | 350 Nm (380 Nm mit Overboost)/1950                      | 400 Nm/4000                                                              | 400 Nm/4000                                                              | 400 Nm/3500                                                              |
| Antriebsart, serienmäßig:                   | Allradantrieb                                           | Allradantrieb                                           | Allradantrieb                                           | Allradantrieb                                                            | Allradantrieb                                                            | Allradantrieb                                                            |
| Getriebeart, serienmäßig:                   | 5-Gang Schaltgetriebe                                   | 6-Gang Schaltgetriebe                                   | 4-Gang Automatik                                        | 6-Gang Schaltgetriebe                                                    | 4-Gang Automatik                                                         | 6-Gang Schaltgetriebe                                                    |
| Leergewicht:                                | 1445 kg (1540 kg)                                       | 1445 kg (1540 kg)                                       | 1485 kg (1595 kg)                                       | 1695 kg (1745 kg)                                                        | 1740 kg (1790 kg)                                                        | 1695 kg (1745 kg)                                                        |
| Beschleunigung, 0–100 km/h:                 | 6,8 s (6,9 s)                                           | 6,7 s (6,8 s)                                           | 8,1 s (8,4 s)                                           | 5,9 s (6,0 s)                                                            | 7,1 s (7,3 s)                                                            | 5,6 s (5,7 s)                                                            |
| Höchstgeschwindigkeit:                      | 241 km/h (235 km/h)                                     | 241 km/h (235 km/h)                                     | 236 km/h (231 km/h)                                     | 249 km/h (247 km/h)                                                      | 249 km/h (247 km/h)                                                      | 250 km/h (250 km/h)                                                      |
| Kraftstoffverbrauch auf 100 km, kombiniert: | 12,2 l Super (12,3 l Super)                             | 12,2 l Super (12,3 l Super)                             | 12,9 l Super (12,9 l Super)                             | 15,2 l Super (15,2 l Super)                                              | 14,5 l Super (14,5 l Super)                                              | 14,9 l Super (14,9 l Super)                                              |

- Werte in Klammern gelten für den Avant.

## S6 C5 (1999–2005)
Der S6 der zweiten A6-Generation (C5) wurde ausschließlich mit einem 4,2-Liter-V8-Motor angeboten. Der überarbeitete Achtzylinder mit Schaltsaugrohr und fünf Ventilen je Zylinder leistete nun 250 kW (340 PS).
Das Modell hatte im Vergleich zum serienmäßigen A6 (mit Vier- oder Sechszylinder-Motoren), einen um 37 mm verlängerten Vorderwagen und zusätzlich stark ausgestellte Kotflügel (gilt auch für den A6 4.2 mit 220 kW und den Audi RS6 dieser Generation) und war wie alle A6 C5 mit einer vollverzinkten Karosserie ausgestattet. Um Gewicht zu sparen, wurden bei allen V8-Modellen die Motorhaube und die Kotflügel aus Aluminium gefertigt. Dabei gab es bereits ab April 1999 einen Audi-Doubleframe-Kühlergrill, die Vorstufe des neuen Singleframegrills. Dieses Erscheinungsbild wurde bei der Modellpflege des A6 C5 im Mai 2001 auf alle A6-Modelle übertragen.
Zwischen September 1999 und Mai 2001 war der S6 mit einem Sechsgang-Schalt- und Fünfgang-Automatikgetriebe (Tiptronic) erhältlich, nach der Modellpflege 2001 wurde das Schaltgetriebe aus dem Programm genommen. Obwohl nur eine Motorisierung verfügbar war, gab es zwei Motorkennbuchstaben (AQJ bis 08/2000 ab da ANK). Unterschieden haben sich die Motoren im Ansaugtrakt und diversen Steuerelektroniken, der ANK-Motor hatte im Gegensatz zum AQJ anstatt zwei beheizter Lambdasonden vier Stück, obwohl bereits ab dem Modelljahr 2000 auch der AQJ-Motor anstatt der D3-Norm die EU3-Norm erfüllte. Die Limousine beschleunigte von 0 auf 100 km/h mit Schaltgetriebe in 5,7 Sekunden (Automatik: 6,7 s); der Avant ist jeweils 0,1 s langsamer. Elektronisch abgeregelt wurde der S6 bei einer Geschwindigkeit von 250 km/h. Wie jeder Audi mit diesen Leistungsdaten hatte auch dieses Modell serienmäßig den Allradantrieb quattro, weitere serienmäßige Besonderheiten im Gegensatz zum A6 waren:

### Exterieur
- Xenon-Scheinwerfer (nur für Abblendlicht), ab Facelift Modelljahr 2001, Bi-Xenon-Scheinwerfer
- Nebelscheinwerfer
- 17-Zoll-Aluminium-Gussräder im Speziellen Avus-Design 8x17 mit Reifen in der Dimension 255/40 ZR17
- vollständig in Wagenfarbe lackierte Stoßfänger vorn und hinten
- S6-spezifischer, dunkelgrau lackierter Kühlergrill mit S6-Prägung und betontem Gitter, wobei das S und 6 zwei Elemente des bis dahin verwendeten Audi-Sport-Fähnchen bildeten
- Außenspiegelgehäuse aus hochglanzpoliertem Aluminium
- stärker ausgeprägte Stoßleisten auf den Türen in Dunkelgrau, um einen breiteren Schweller (wie er später im RS6 Verwendung fand) anzudeuten
- zweiflutige Abgasanlage mit je einem sichtbaren, runden Endrohr aus rostfreien Stahl auf jeder Seite
- geänderte Motorabdeckung mit rotem Zierrahmen um die Bezeichnung „V8 – 4.2“
- Aluminium-Einstiegsleisten mit gefrästem S6-Schriftzug

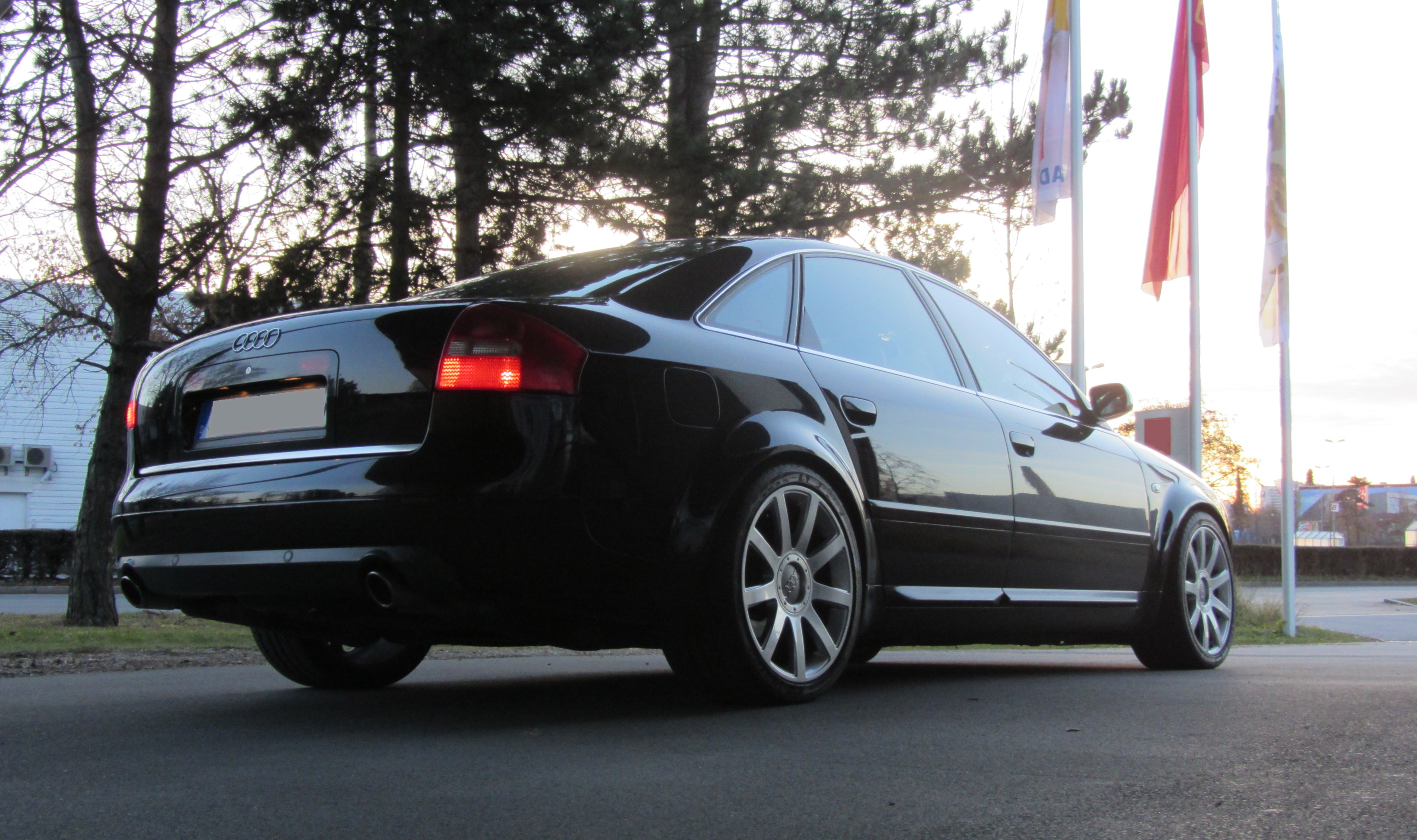
Heckansicht
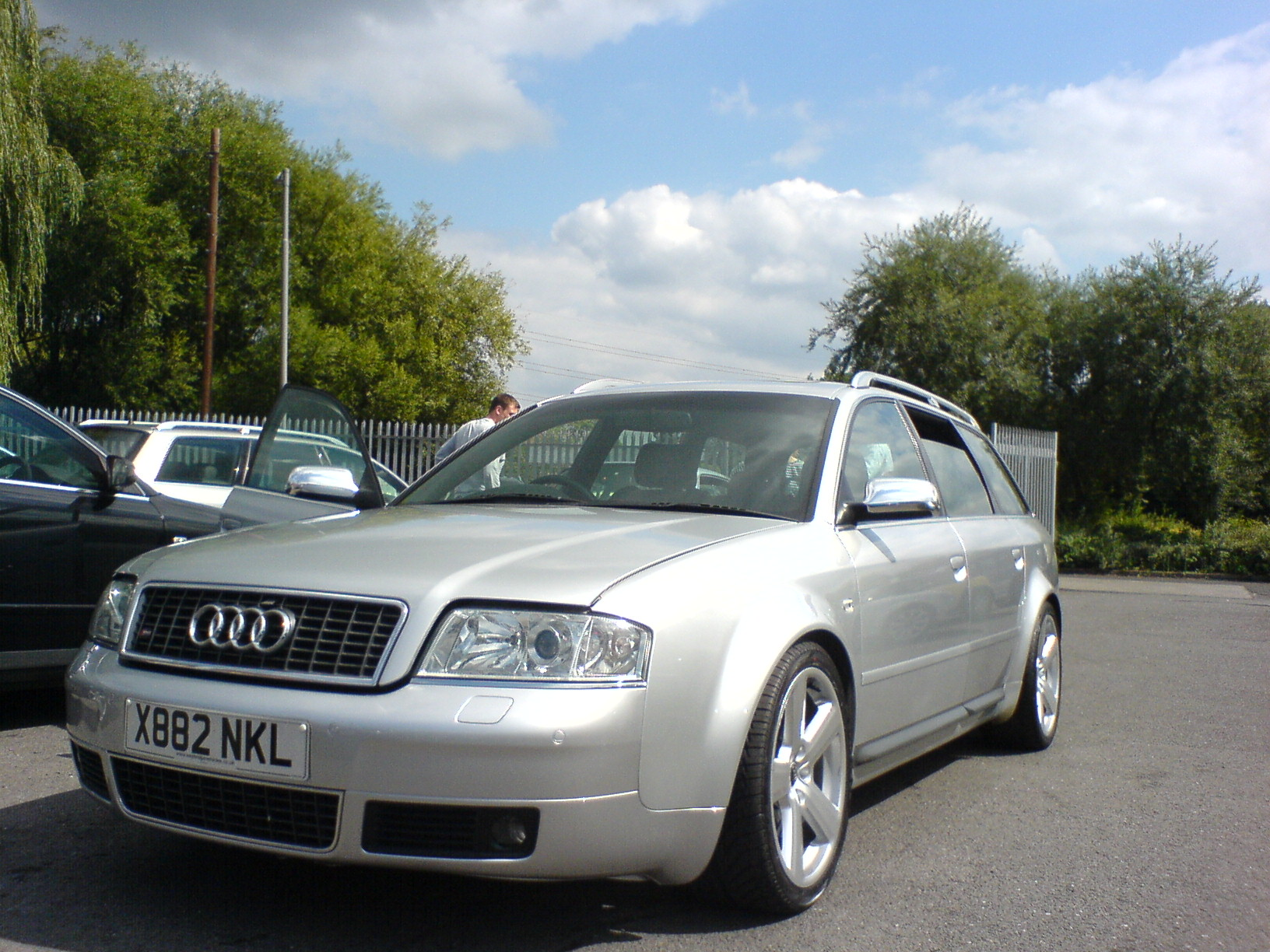
Audi S6 Avant
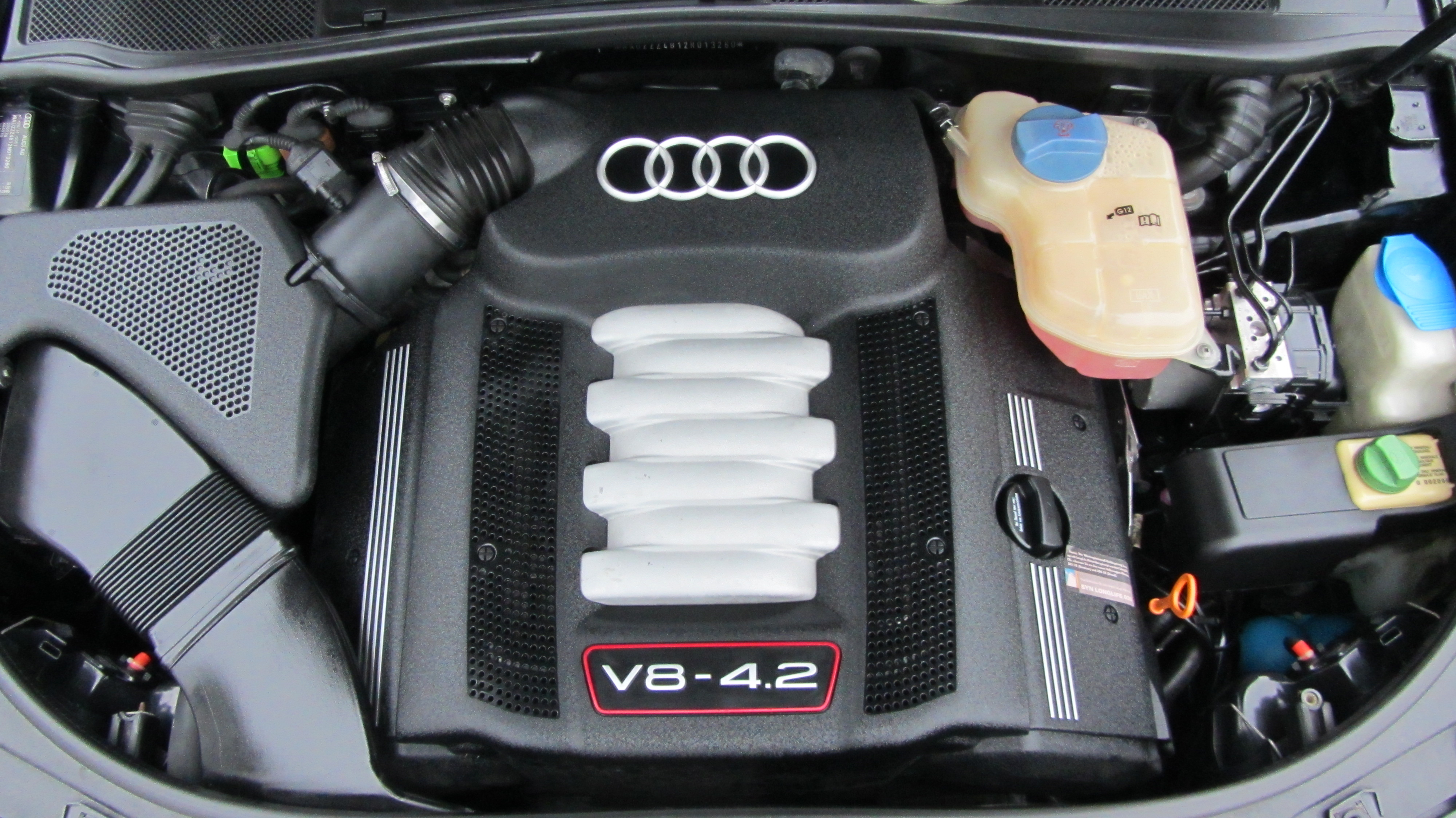
Motorraum
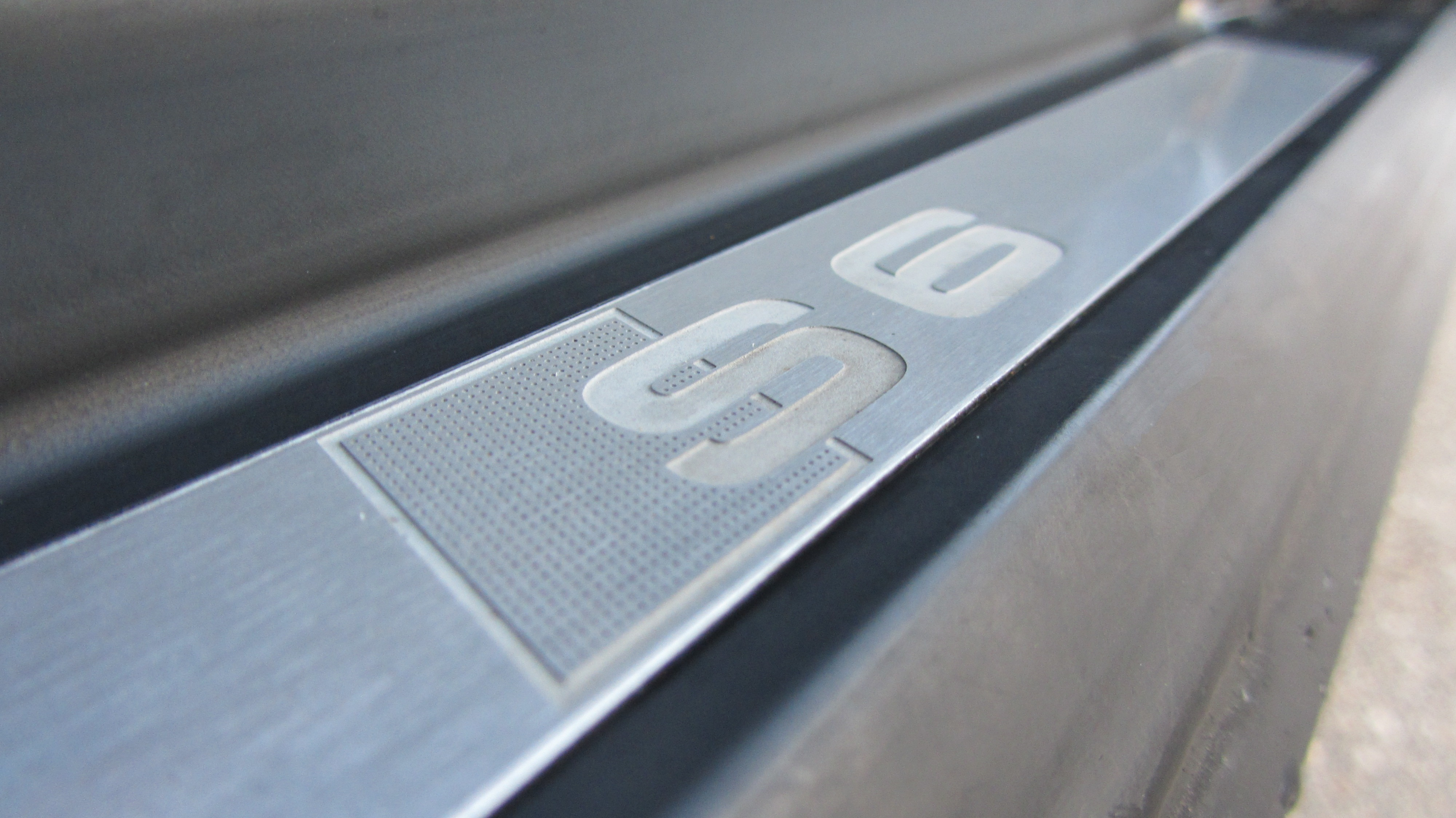
Aluminium-Einstiegsleiste

### Interieur
- vollelektrische Recaro-Sportsitze (Alcantara/Perlnappaleder oder gegen Aufpreis in Seidennappaleder) inkl. Lendenwirbelstütze, einstellbarer Oberschenkelauflage und eingeprägten „RECARO“-Schriftzuges in den Rückenlehnen der beiden Vordersitze und der beiden äußeren Rücksitze (abwählbar)
- Dekorleisten aus kohlenstofffaserverstärktem Kunststoff in Türen, Armaturentafel und Mittelkonsole (abwählbar)
- Dachhimmel aus Alcantara (beige, grau oder schwarz)
- 3-Speichen-Leder-Sportlenkrad mit S6-Emblem in der unteren Speiche (bei Automatikgetriebe inkl. je einer Schaltwippe links und rechts auf dem Lenkrad, die pro Seite mit einem + und einem - versehen war)
- Kombi-Instrument mit hellgrau hinterlegten Rundinstrumenten, Tacho bis 300 km/h, S6-Emblem und im Gegensatz zur Serie weiß beleuchteten Anzeigenadeln
- Diebstahlwarnanlage mit Ultraschall-Innenraumüberwachung
- Sitzheizung vorne serienmäßig und gegen Aufpreis auch hinten

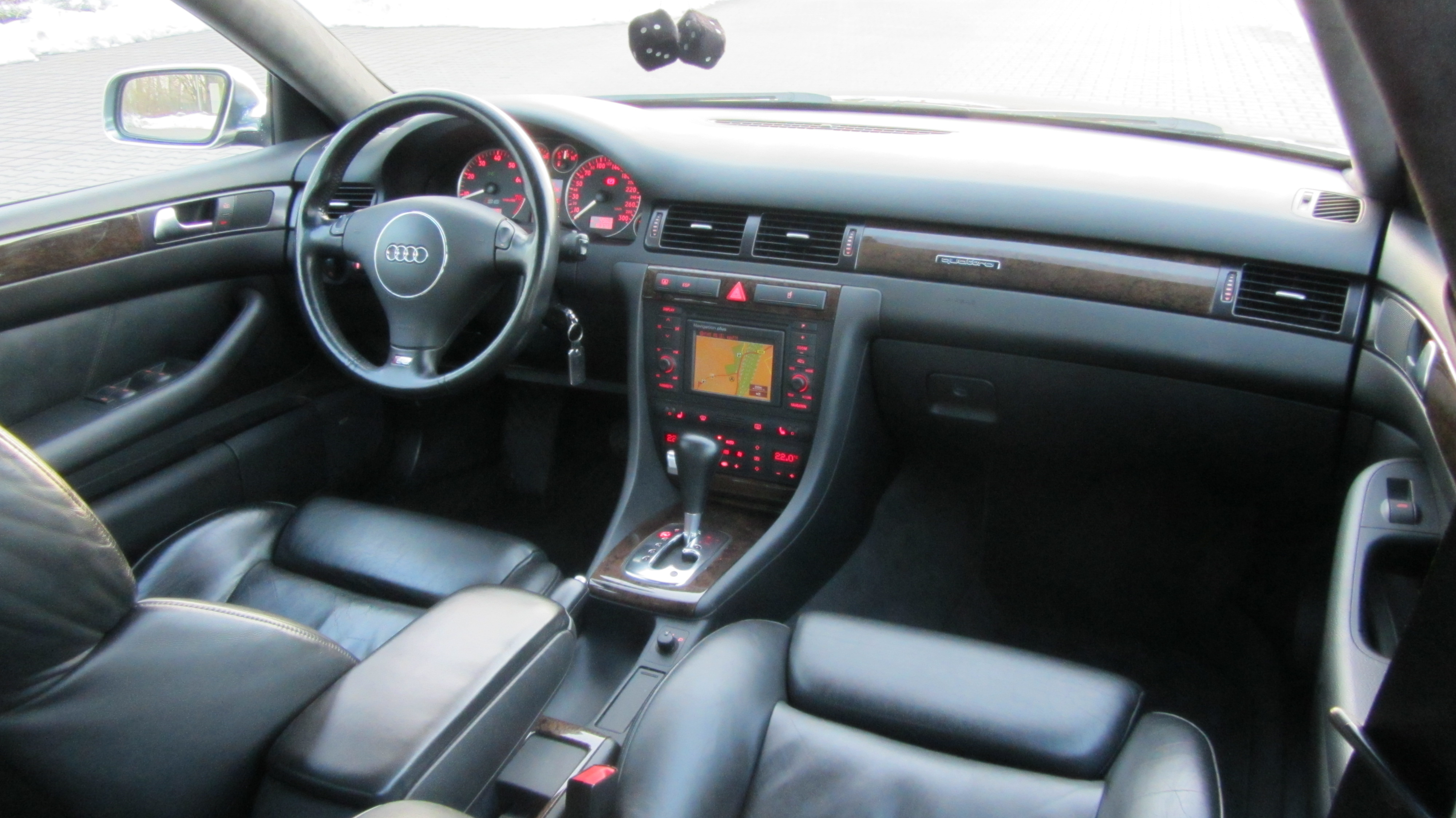
Innenraum
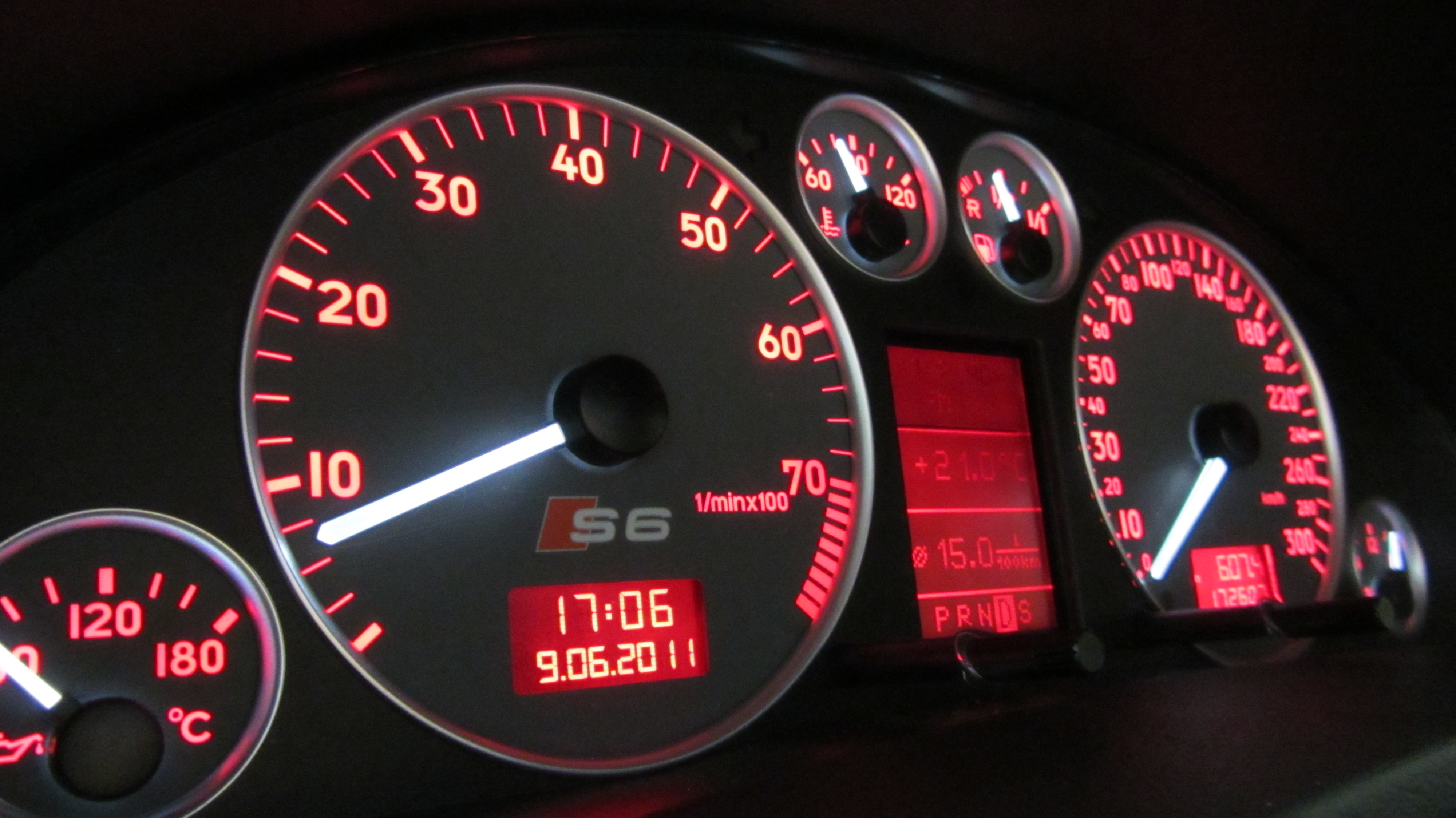
Instrumententafel
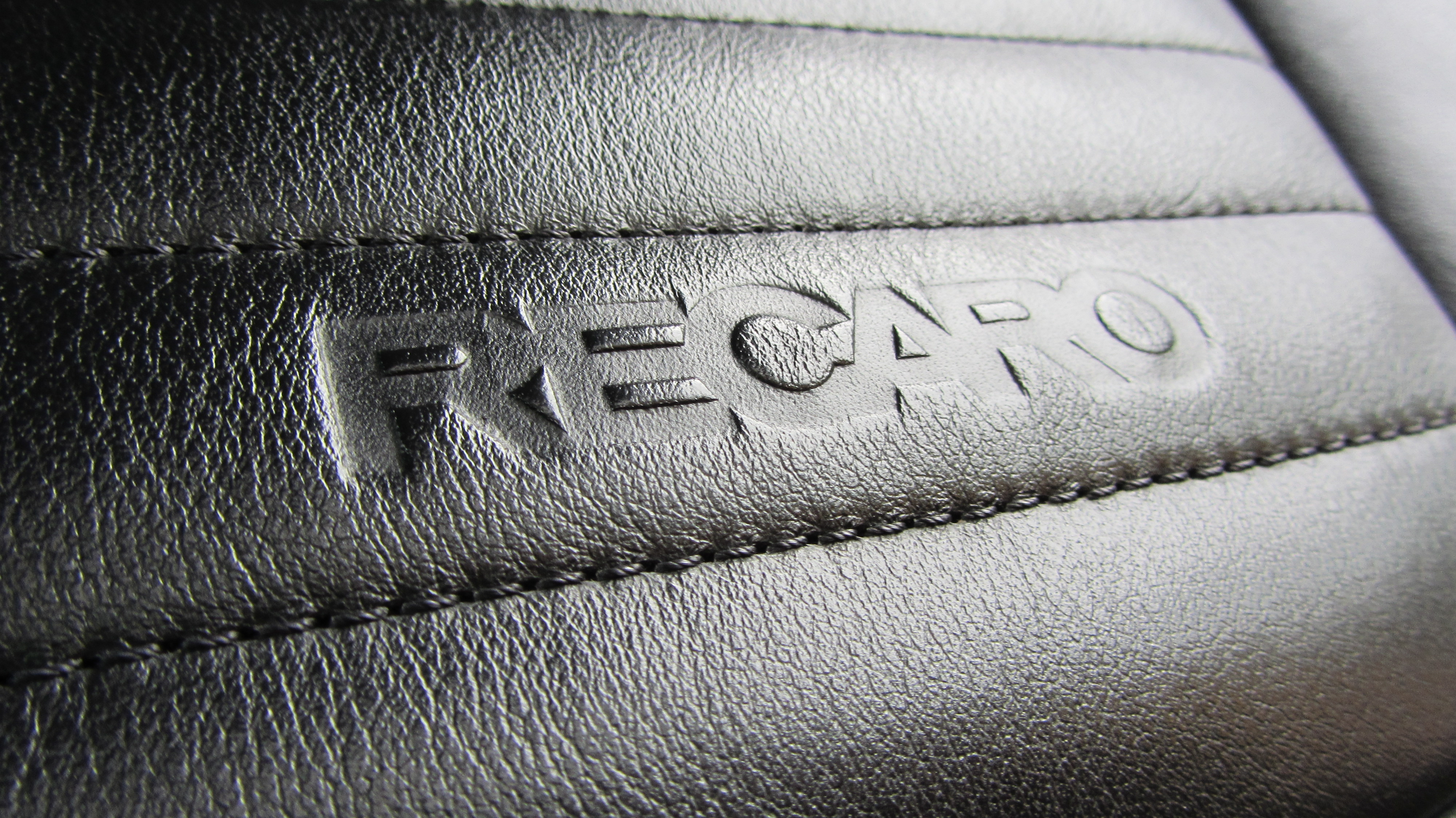
„RECARO“-Schriftzug in der Sitzlehne
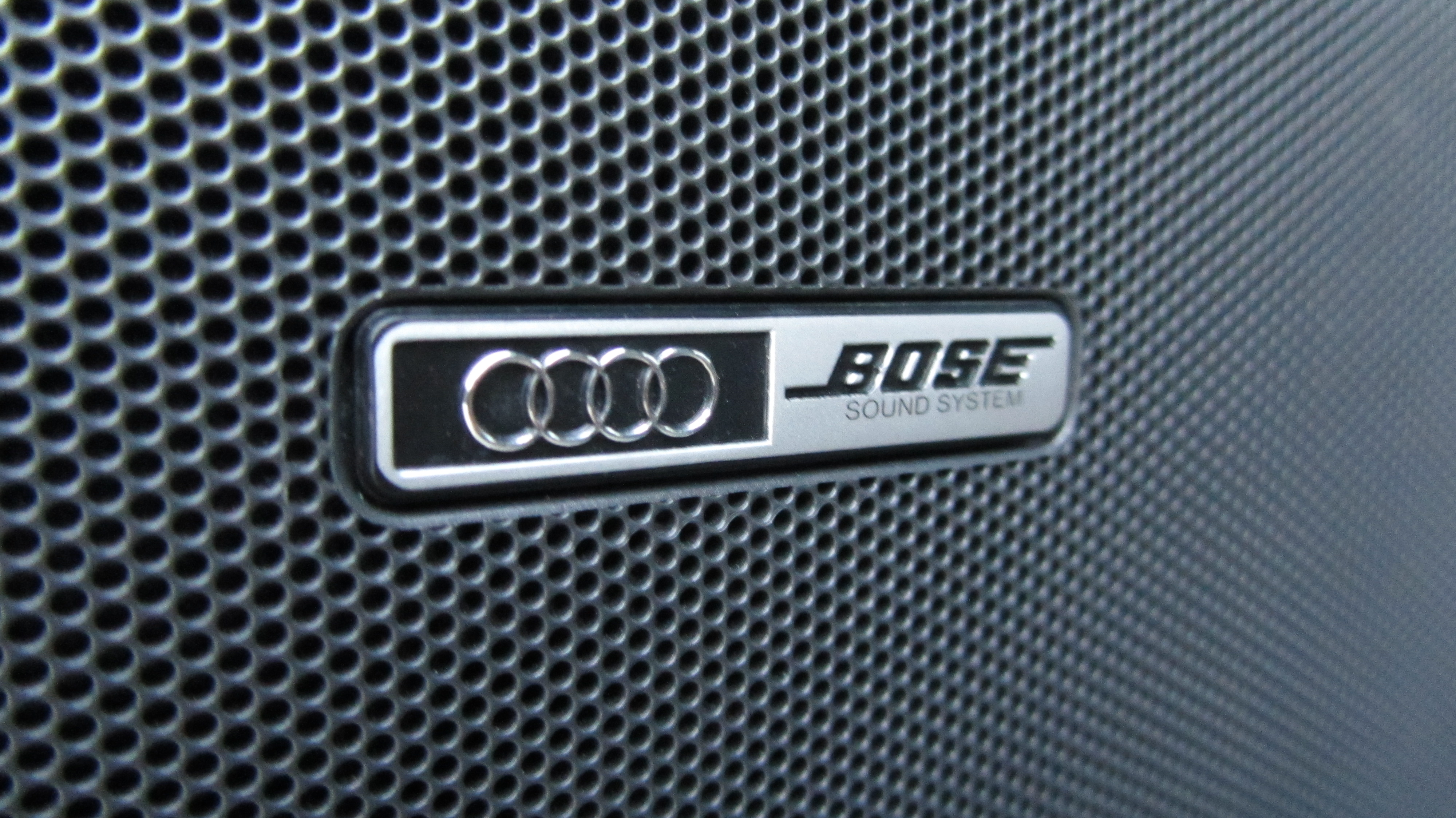
Bose Soundsystem

### Zubehör
Als Option ab Werk für den S6 gab es exklusive 16-Zoll-Leichtmetallräder mit Reifen in 215/55 R16 für den Winter mit denen ein Schneekettenbetrieb möglich war. Über die quattro GmbH waren diverse Sonderräder (zum Beispiel 18-Zoll-S-line-Rad mit 9 Speichen) und andere Individualisierungsmöglichkeiten verfügbar. Das Zubehör des A6 konnte ebenfalls für den S6 verwendet werden.

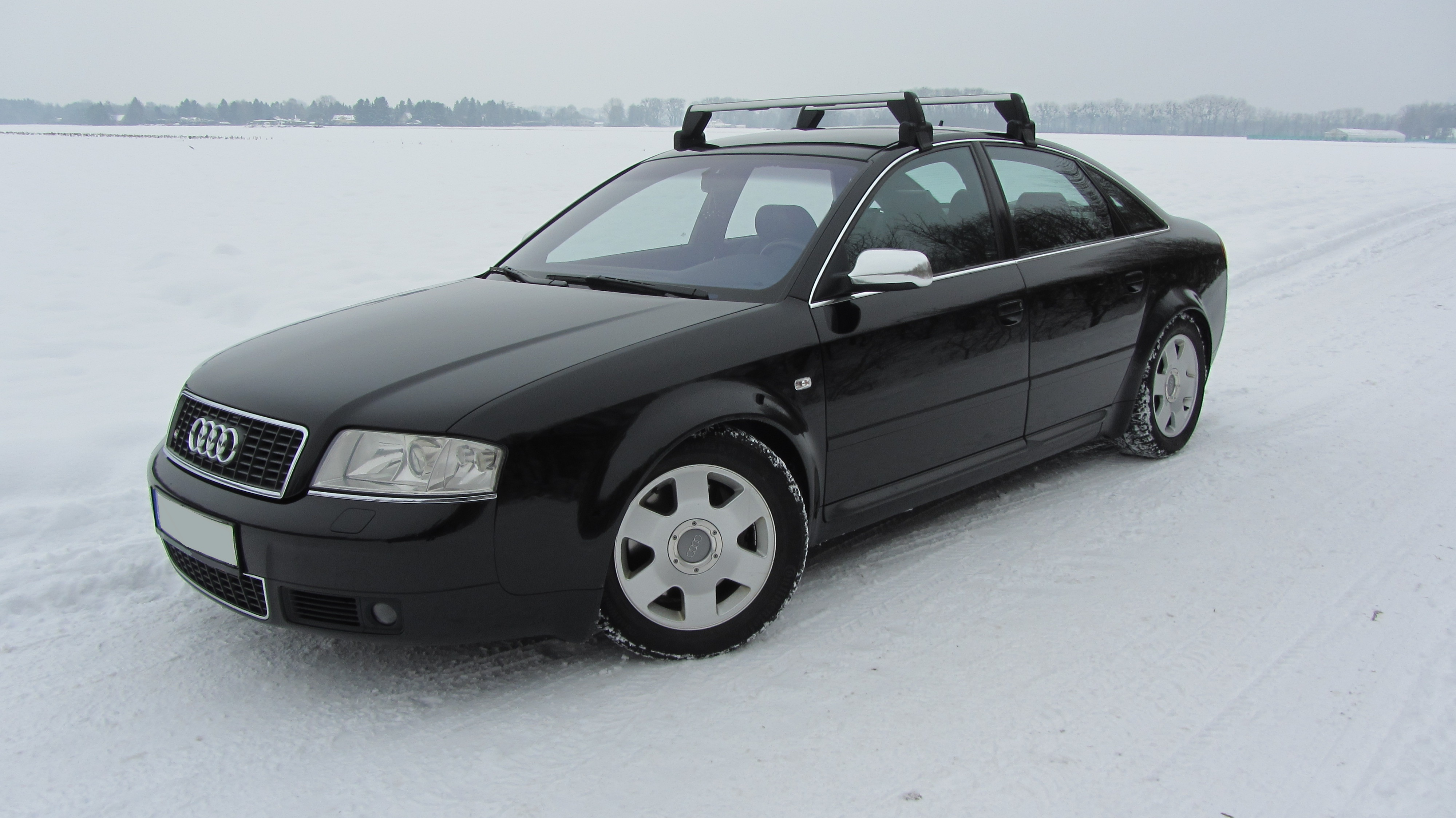
Audi S6 mit Original-16-Zoll-Winter-Aluminium-Gussrädern mit 6-Speichen und Original-Dachgrundträger logo

### Modellpflege
Wie auch beim A6 C5 erfolgte im Mai 2001 beim S6 eine Modellpflege. Hierbei wurden einige äußerliche wie auch technische Merkmale verändert.
Unter anderem war von diesem Zeitpunkt an ein Bi-Xenon-Scheinwerfer serienmäßig. Die Radioantenne und der Empfänger des Navigationssystems, die bisher getrennt voneinander im hinteren linken Kotflügel und auf dem Kofferraumdeckel untergebracht waren, wurden zu einer Einheit zusammengesetzt und als kurze, sportliche Dachantenne ausgeführt.
Im Innenraum erhielt das Fahrzeug die neue Generation des 3-Speichen-Leder-Sport-Lenkrades mit einem Chromring um das zentrale Audi-Logo, der bisher als Kunststoffring ausgeführt war. Das Schaltgetriebe wurde aus dem Programm genommen, und die bisherige Audi-Sport-Fahne wurde durch das neue und bis dato aktuelle Audi-S-Emblem abgelöst. Das neue Emblem war im Tacho, auf der unteren Speiche des Lenkrades, auf den Einstiegsleisten sowie an Front und Heck zu finden. Die Limousine hatte einen Basispreis von 65.450 € (128.009,07 DM), während für den Avant 67.550 € (132.116,32 DM) aufgerufen wurden (Stand: Preisliste Mai 2001).
Kurz vor Produktionsende des S6 C5 im Jahr 2005 war die erste Generation des Audi-Navigationssystems Plus mit Audi-MMI-Bedienlogik (auch genannt RNS-E) verfügbar, welche bis 2013 in Modellen wie dem Audi TT (Typ 8J) Verwendung fand.
Das leistungsstärkste Topmodell dieser Baureihe war der zwischen Mitte 2002 und Ende 2004 produzierte Audi RS6.

### Technische Daten
| Technische Daten                          | Limousine                           | Avant                               |
| ----------------------------------------- | ----------------------------------- | ----------------------------------- |
| Motorbauart                               | V8-Ottomotor mit 40-Ventilen (DOHC) | V8-Ottomotor mit 40-Ventilen (DOHC) |
| Hubraum                                   | 4172 cm³                            | 4172 cm³                            |
| Bohrung × Hub                             | 84,5 × 93,0 mm                      | 84,5 × 93,0 mm                      |
| Max. Leistung bei min−1                   | 250 kW (340 PS) bei 7000            | 250 kW (340 PS) bei 7000            |
| Max. Drehmoment bei min−1                 | 420 Nm bei 3400                     | 420 Nm bei 3400                     |
| Höchstgeschwindigkeit                     | 250 km/h (abgeregelt)               | 250 km/h (abgeregelt)               |
| Beschleunigung, 0–100 km/h                | 5,7 s (6,7 s)                       | 5,8 s (6,8 s)                       |
| Leergewicht                               | 1735 kg (1760 kg)                   | 1790 kg (1815 kg)                   |
| Kraftstoffverbrauch in l/100 km insgesamt | 14,1 SP (14,3 SP)                   | 14,2 SP (14,5 SP)                   |

- Werte in Klammern gelten für 5-Stufen-tiptronic.

## S6 C6 (2006–2010)
In der dritten A6-Baureihe (C6) wurde im S6 ein 5,2 Liter großer V10-Motor eingesetzt, der hier 320 kW (435 PS) leistete. Der Zehnzylinder-Motor mit Benzindirekteinspritzung (FSI) basiert auf dem V8-FSI-Motor, den Audi auch im Q7 und im RS4, hier aber als Hochdrehzahlmotor verwendete. Außer mit dem obligatorischen Quattro-Antrieb war auch dieser S6 nur mit einem Sechsgang-Automatikgetriebe erhältlich. Der V10-Motor wurde durch die Audi-Lamborghini-Allianz auch im Lamborghini Gallardo (etwas leistungsoptimiert) verbaut.
Neben deutlich mehr Motorleistung unterscheidet sich der S6 durch folgende Merkmale:
- leicht geänderte Karosserieteile,
- einen Kühlergrill mit vertikalen Chromstreben (ähnlich dem Audi Allroad),
- eine Auspuffanlage mit vier Endrohren,
- Außenspiegel mit Aluminiumgehäuse und
- LED-Tagfahrlicht in der Stoßstange

von den „normalen“ A6-Modellen.
Eine noch sportlichere Variante erschien im April 2008 mit dem RS6 dieser A6-Baureihe.

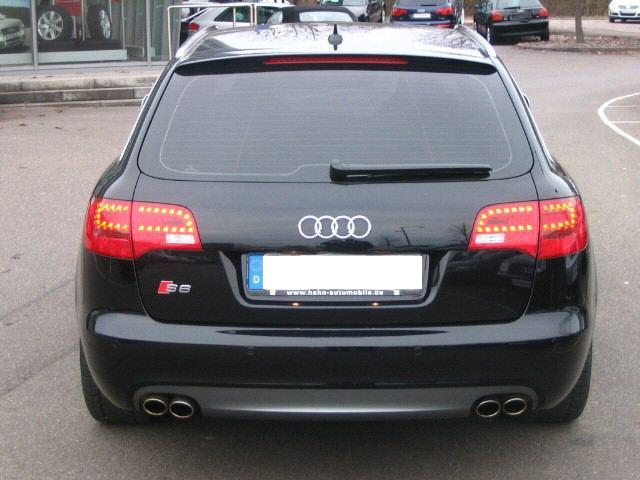
Audi S6 Avant (2006–2008)

Ebenso wurde im Rahmen der Modellpflege des A6 auch beim S6 im Oktober 2008 ein kleines Facelift durchgeführt, um diesen an das Aussehen der anderen C6-Modelle anzugleichen.

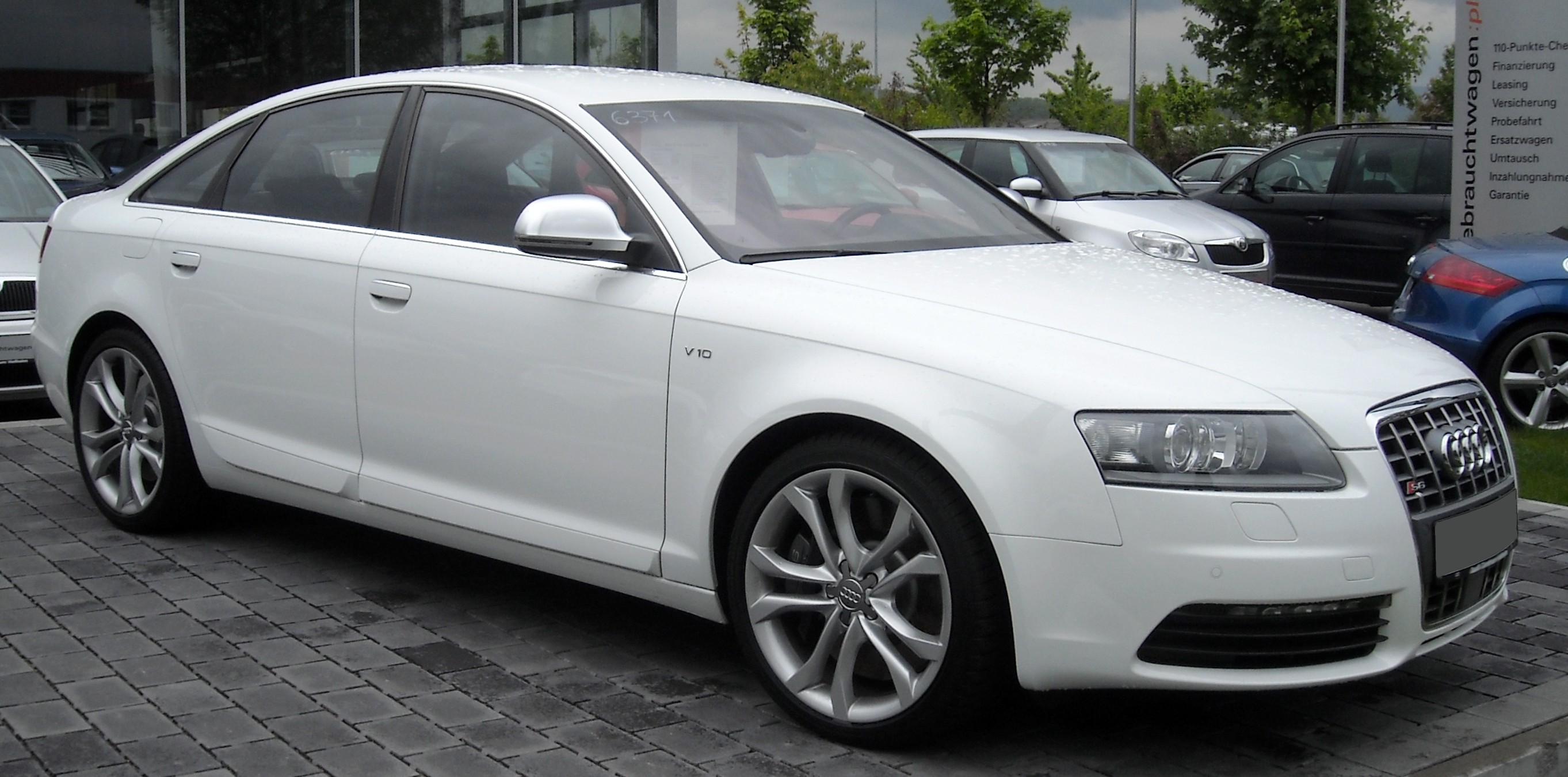
Audi S6 (2008–2010)
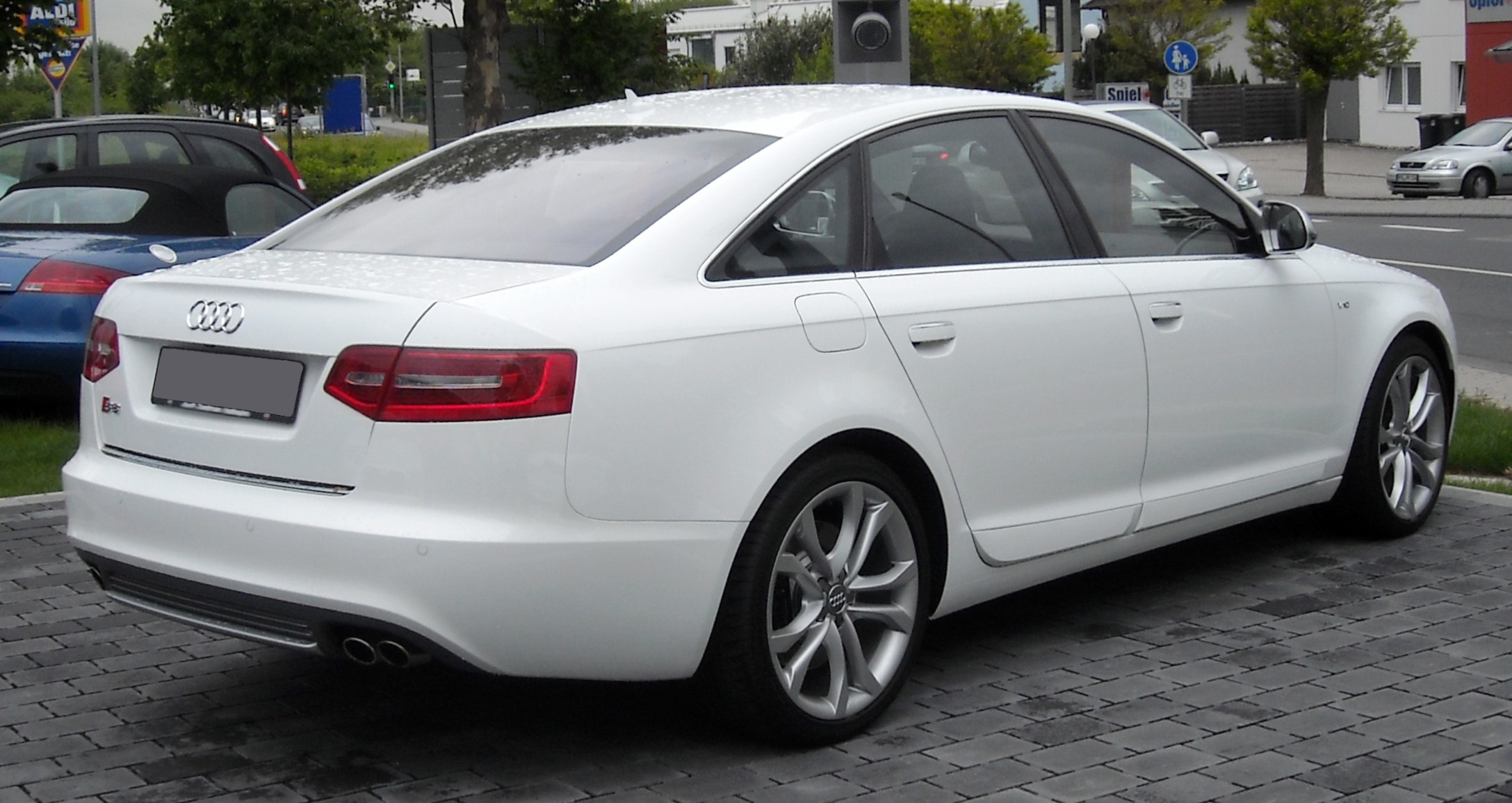
Heckansicht

### Technische Daten
|                                             | Limousine                    | Avant                        |
| ------------------------------------------- | ---------------------------- | ---------------------------- |
| Bauzeitraum:                                | 03/2006–12/2010              | 03/2006–12/2010              |
| Motorart:                                   | Ottomotor                    | Ottomotor                    |
| Motortyp:                                   | V-Bauart, Direkteinspritzung | V-Bauart, Direkteinspritzung |
| Hubraum:                                    | 5204 cm³                     | 5204 cm³                     |
| Zylinder/Ventile:                           | 10/40                        | 10/40                        |
| max. Leistung bei min−1:                    | 320 kW (435 PS)/6400–6800    | 320 kW (435 PS)/6400–6800    |
| max. Drehmoment bei min−1:                  | 540 Nm/3000–4000             | 540 Nm/3000–4000             |
| Antriebsart, serienmäßig:                   | Allradantrieb                | Allradantrieb                |
| Getriebeart, serienmäßig:                   | 6-Gang-tiptronic             | 6-Gang-tiptronic             |
| Leergewicht:                                | 1985 kg                      | 2045 kg                      |
| maximale Zuladung:                          | 580 kg                       | 630 kg                       |
| Beschleunigung, 0–100 km/h:                 | 4,9 s                        | 5,0 s                        |
| Höchstgeschwindigkeit:                      | 250 km/h (abgeregelt)        | 250 km/h (abgeregelt)        |
| Kraftstoffverbrauch auf 100 km, kombiniert: | 12,6–13,4 l Super plus       | 12,6–13,4 l Super plus       |
| CO2-Emission, kombiniert:                   | 299–319 g/km                 | 299–319 g/km                 |
| Abgasnorm nach EU-Klassifikation:           | Euro 4                       | Euro 4                       |

## S6 C7 (2012–2018)
Im April 2011 debütierte die neue Generation des Audi A6, bereits im Herbst 2011 auf der IAA wurde der neue S6 vorgestellt.
Anstatt zehn Zylindern hat das neue Modell nur noch acht Zylinder. Der neue Vierlitermotor hat im Gegensatz zur Vorgängerversion eine Biturboaufladung. Zur Verbrauchsreduzierung ist er mit Zylinderabschaltung und einer Start-Stopp-Automatik ausgestattet. Obwohl dieser Motor mit 309 kW/420 PS (vorher 320 kW/435 PS) leicht schwächer ist als sein Vorgänger, versprach Audi bessere Fahrleistungen (4,8 Sekunden auf 100 km/h anstatt 5,2 Sekunden wie beim Vorgängermodell) und ein dynamischeres Fahrverhalten. Zudem erhöht sich das maximale Drehmoment auf 550 Nm (vorher 540 Nm).
Das Modell wurde als Limousine und Avant angeboten. Beide kamen im Frühjahr 2012 auf den Markt.

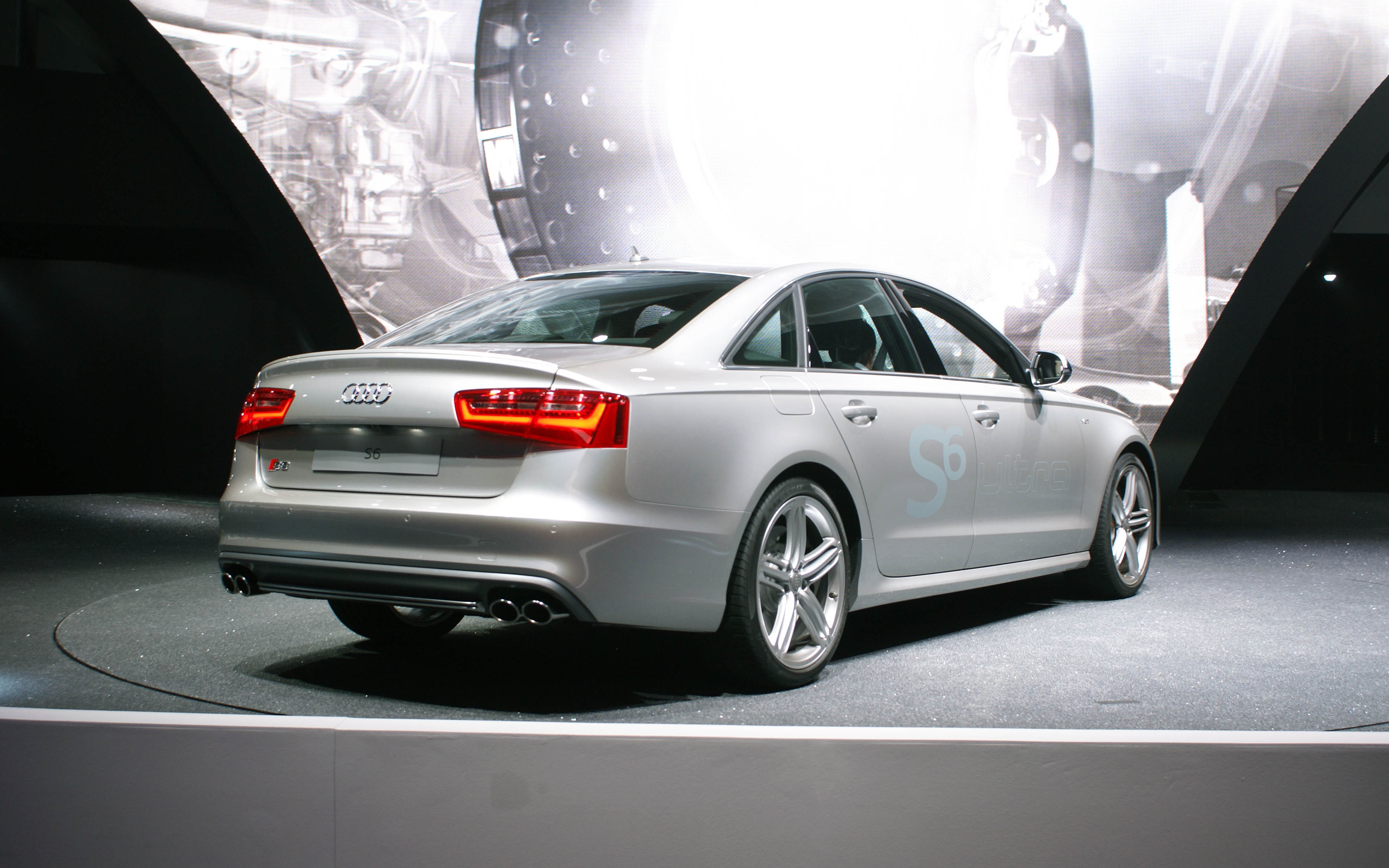
Heckansicht (2012–2014)
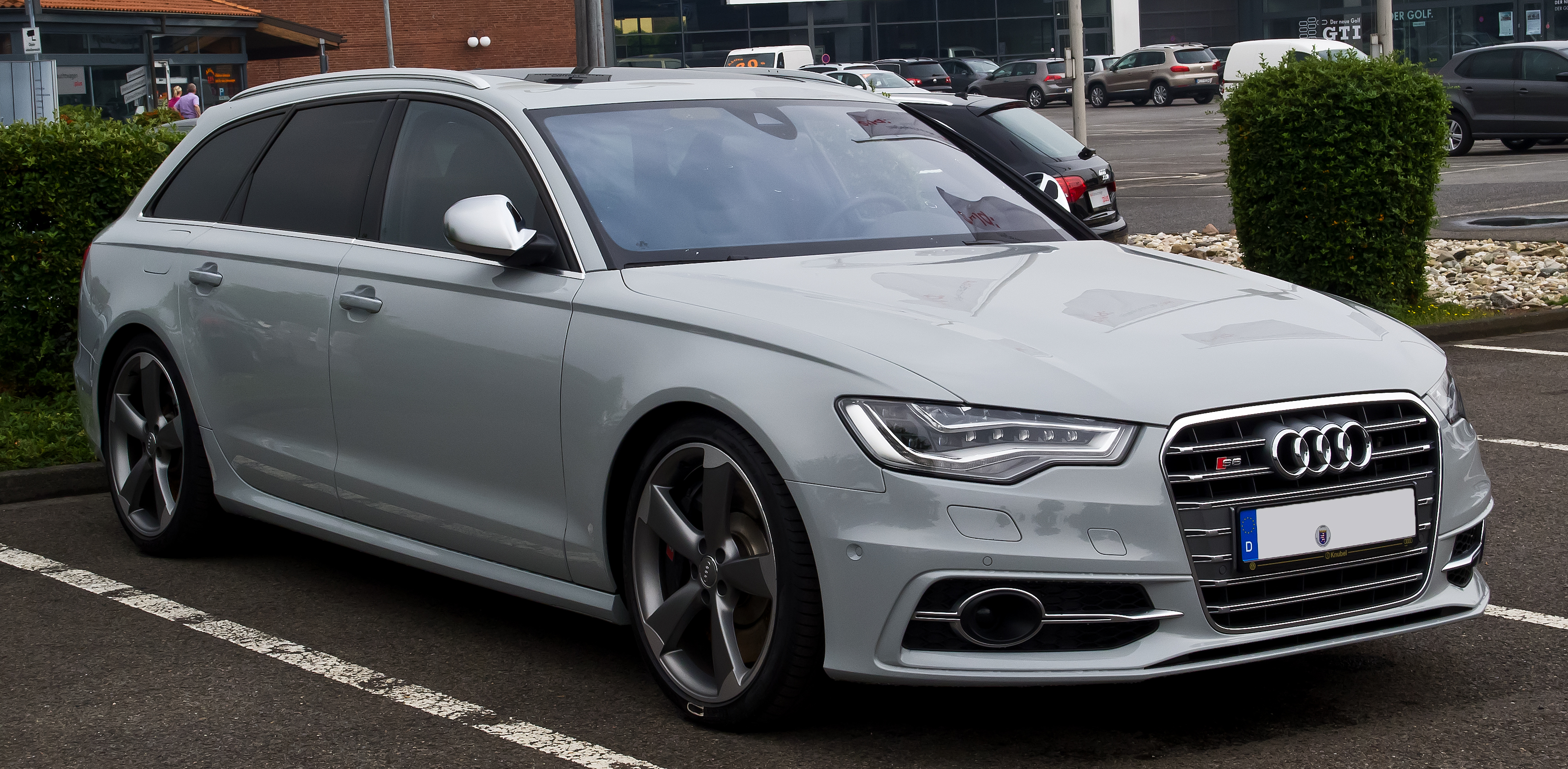
S6 Avant (2012–2014)
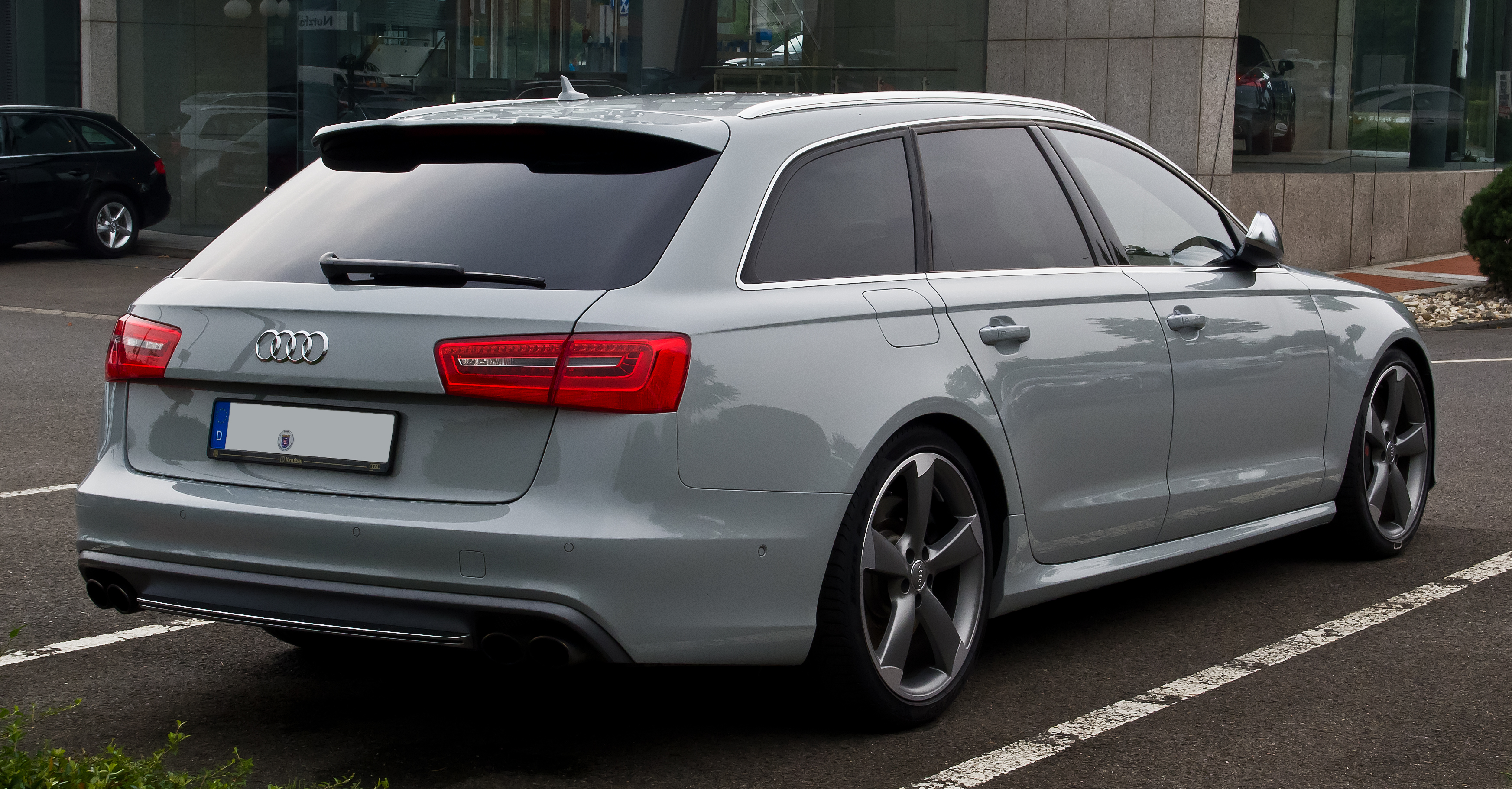
Heckansicht (2012–2014)
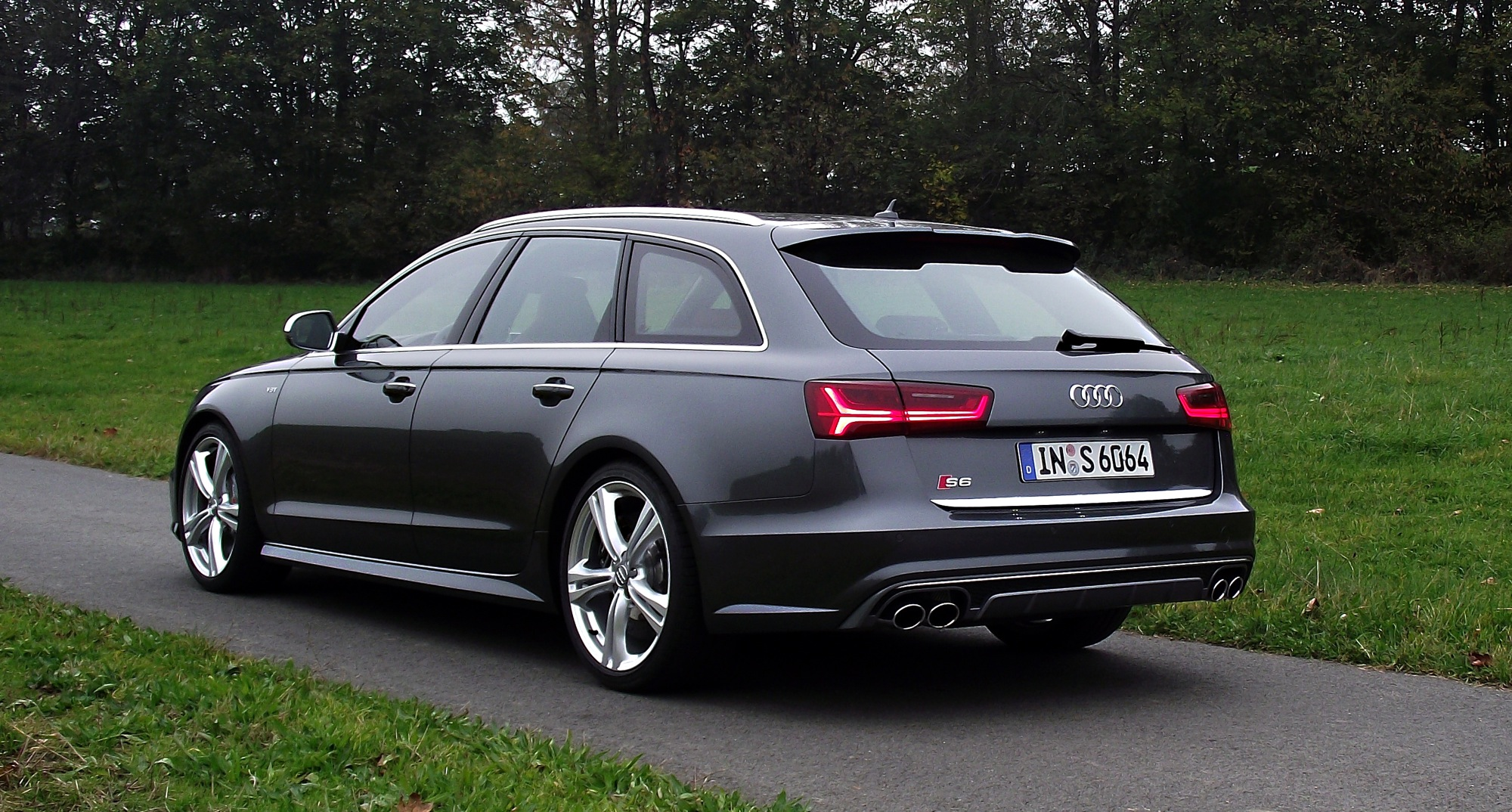
Audi S6 Avant (2014–2018)
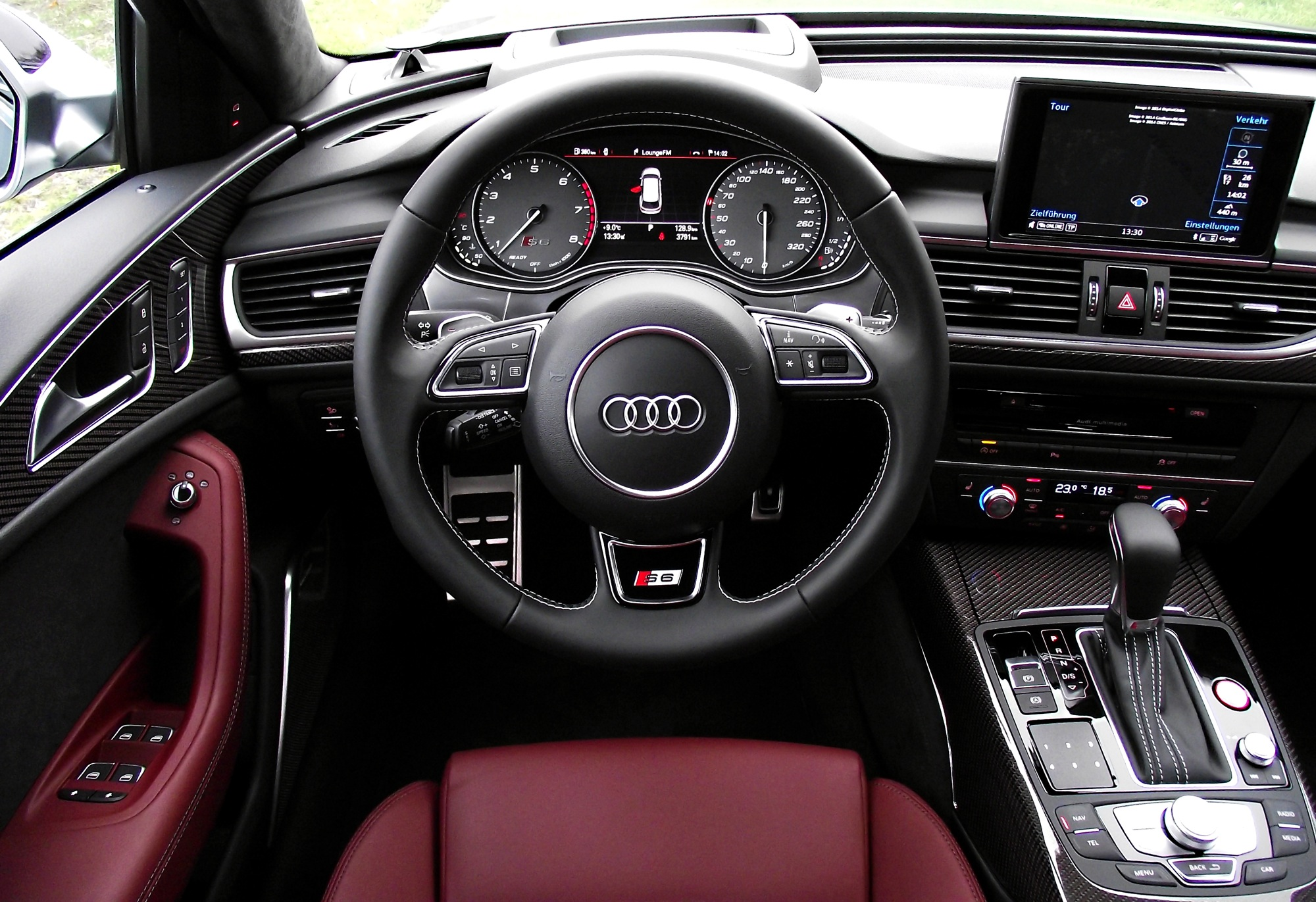
Cockpit
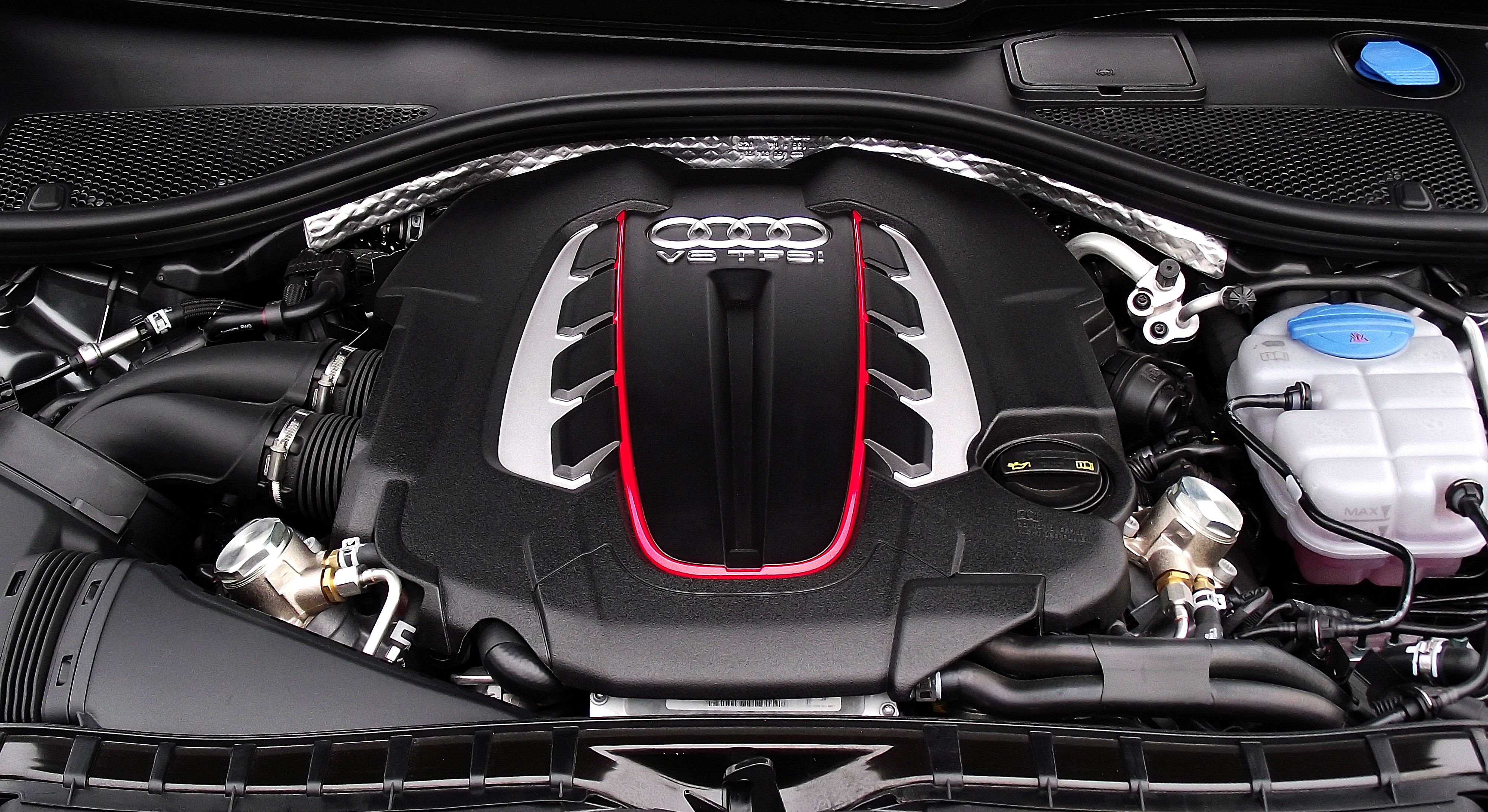
Motorraum

### Technische Daten
|                                             | 4.0 TFSI                                          | 4.0 TFSI                                          | 4.0 TFSI                                          | 4.0 TFSI                                          |
| ------------------------------------------- | ------------------------------------------------- | ------------------------------------------------- | ------------------------------------------------- | ------------------------------------------------- |
| Karosserieversion:                          | Limousine                                         | Avant                                             | Limousine                                         | Avant                                             |
| Bauzeitraum:                                | 04/2012–09/2014                                   | 04/2012–09/2014                                   | 09/2014–05/2018                                   | 09/2014–05/2018                                   |
| Motorart:                                   | Ottomotor                                         | Ottomotor                                         | Ottomotor                                         | Ottomotor                                         |
| Motortyp:                                   | V-Bauart, Direkteinspritzung, Zylinderabschaltung | V-Bauart, Direkteinspritzung, Zylinderabschaltung | V-Bauart, Direkteinspritzung, Zylinderabschaltung | V-Bauart, Direkteinspritzung, Zylinderabschaltung |
| Motoraufladung:                             | Bi-Turbolader                                     | Bi-Turbolader                                     | Bi-Turbolader                                     | Bi-Turbolader                                     |
| Hubraum:                                    | 3993 cm³                                          | 3993 cm³                                          | 3993 cm³                                          | 3993 cm³                                          |
| Zylinder/Ventile:                           | 8/32                                              | 8/32                                              | 8/32                                              | 8/32                                              |
| max. Leistung bei min−1:                    | 309 kW (420 PS)/5500–6400                         | 309 kW (420 PS)/5500–6400                         | 331 kW (450 PS)/5800–6400                         | 331 kW (450 PS)/5800–6400                         |
| max. Drehmoment bei min−1:                  | 550 Nm/1400–5200                                  | 550 Nm/1400–5200                                  | 550 Nm/1400–5700                                  | 550 Nm/1400–5700                                  |
| Antriebsart, serienmäßig:                   | Allradantrieb                                     | Allradantrieb                                     | Allradantrieb                                     | Allradantrieb                                     |
| Getriebeart, serienmäßig:                   | 7-Gang-S tronic                                   | 7-Gang-S tronic                                   | 7-Gang-S tronic                                   | 7-Gang-S tronic                                   |
| Leergewicht:                                | 1970 kg                                           | 2025 kg                                           | 1970 kg                                           | 2035 kg                                           |
| maximale Zuladung:                          | 610 kg                                            | 630 kg                                            | 610 kg                                            | 630 kg                                            |
| Beschleunigung, 0–100 km/h:                 | 4,6 s                                             | 4,7 s                                             | 4,4 s                                             | 4,6 s                                             |
| Höchstgeschwindigkeit:                      | 250 km/h (abgeregelt)                             | 250 km/h (abgeregelt)                             | 250 km/h (abgeregelt)                             | 250 km/h (abgeregelt)                             |
| Kraftstoffverbrauch auf 100 km, kombiniert: | 9,6 l Super                                       | 9,7 l Super                                       | 9,2 l Super                                       | 9,4 l Super                                       |
| CO2-Emission, kombiniert:                   | 225 g/km                                          | 226 g/km                                          | 214 g/km                                          | 219 g/km                                          |
| Abgasnorm nach EU-Klassifikation:           | Euro 5                                            | Euro 5                                            | Euro 6                                            | Euro 6                                            |

## S6 C8 (2019–2025)

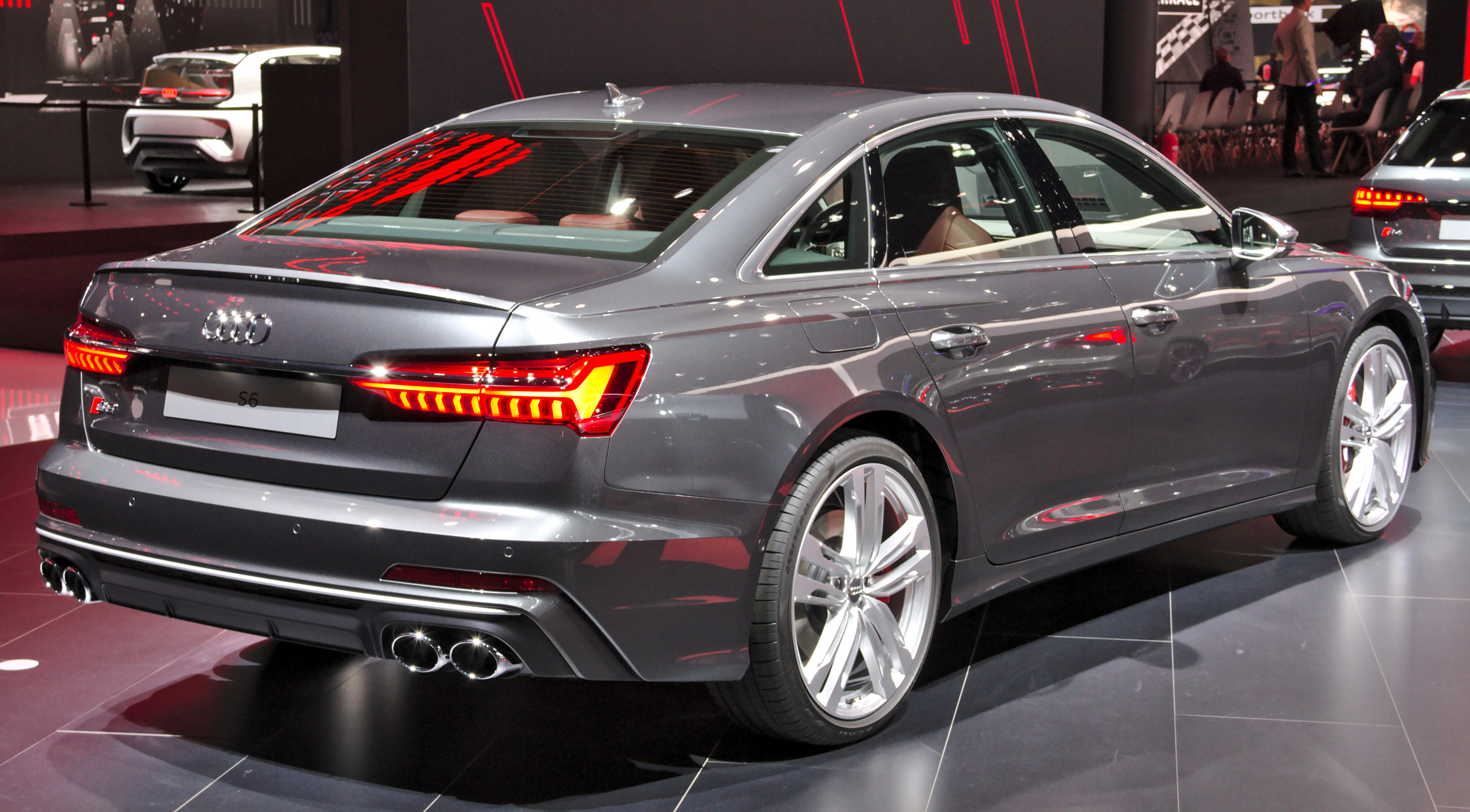
Heckansicht

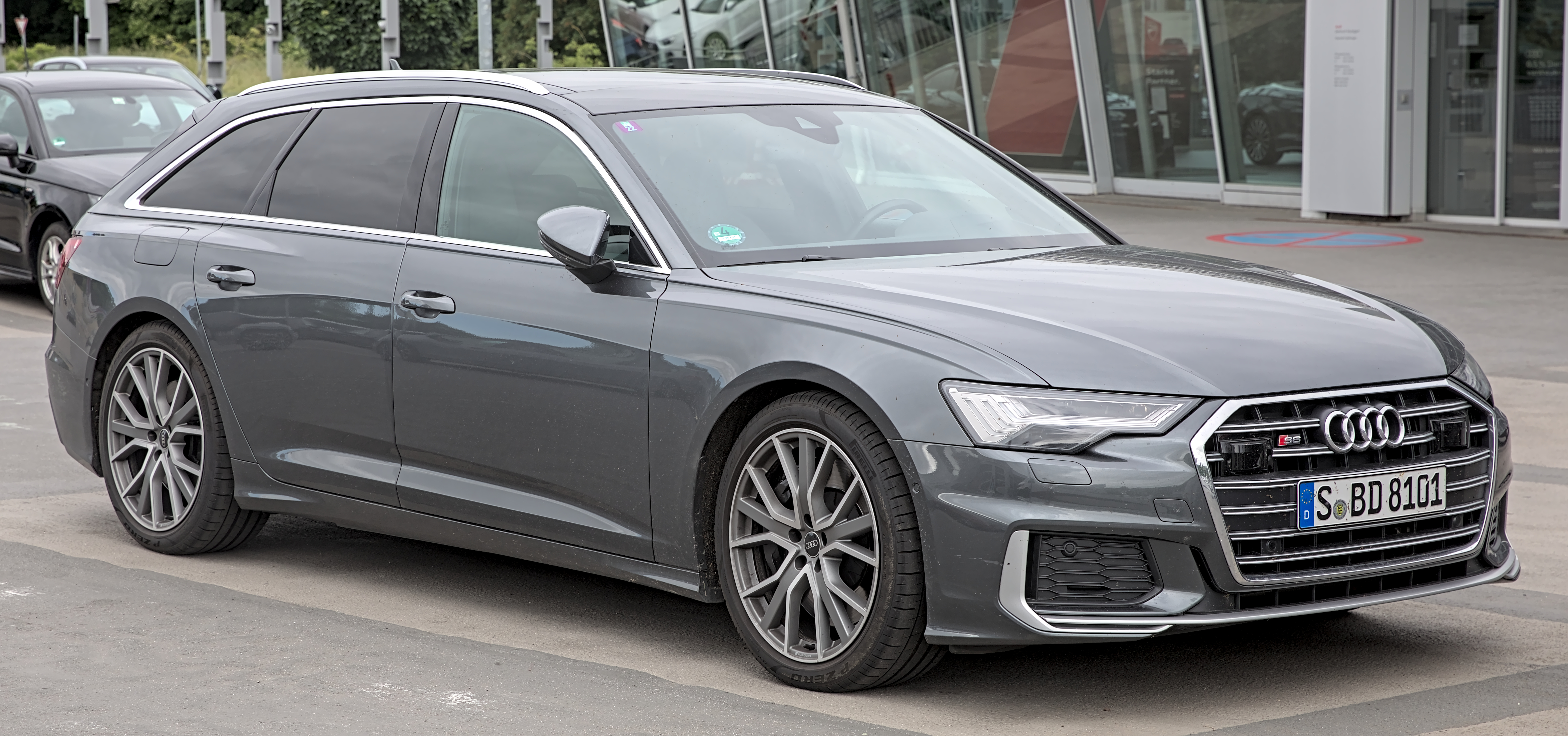
Audi S6 Avant TDI

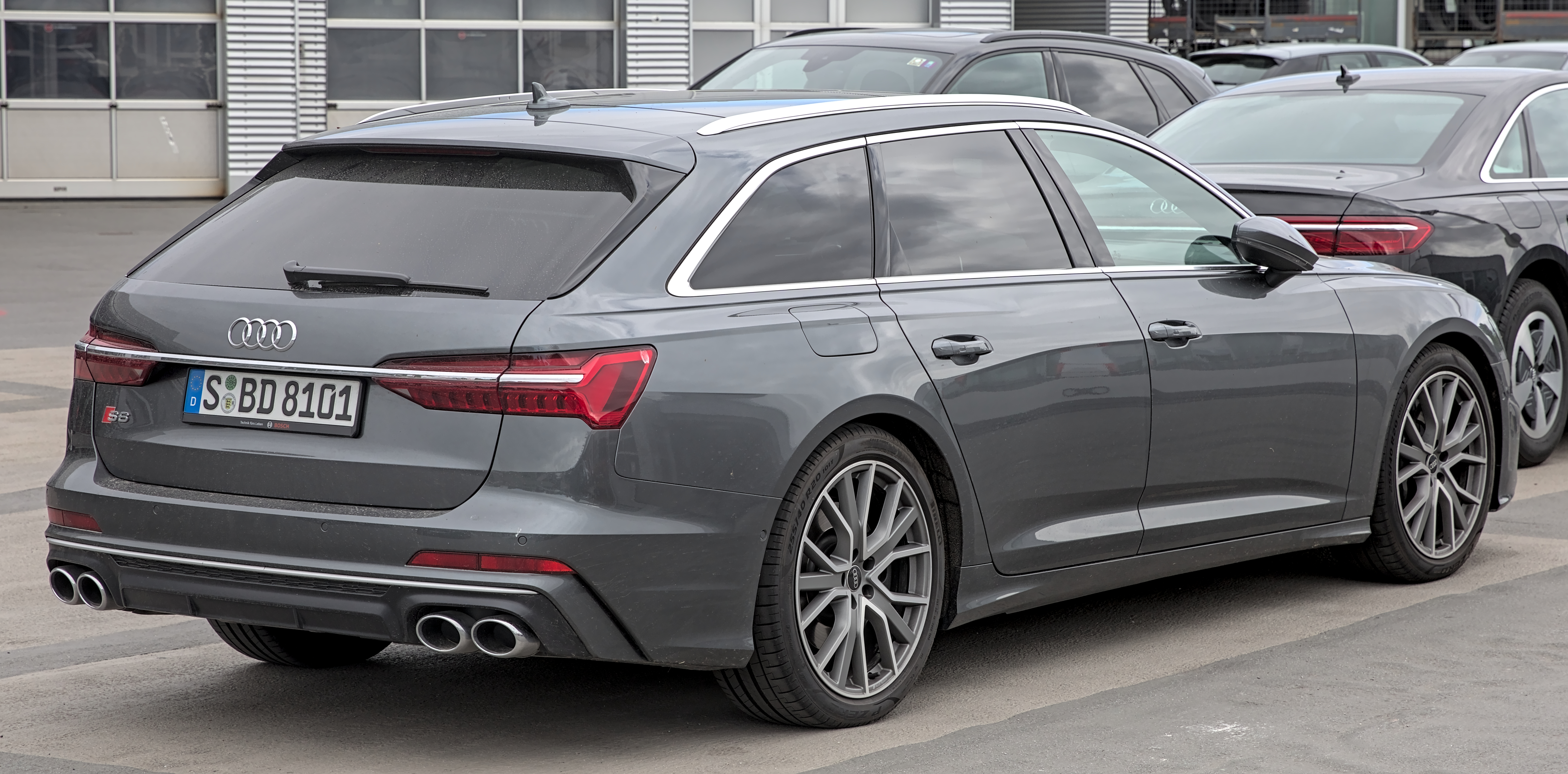
Heckansicht

Im März 2018 wurde der Audi A6 C8 auf dem Genfer Auto-Salon vorgestellt. Der neue S6 debütierte im April 2019.
Das europäische Modell wird erstmals von einem Dieselmotor angetrieben. Er leistet 257 kW (349 PS) und hat ein maximales Drehmoment von 700 Nm. Das Modell wird wieder als Limousine und Avant angeboten. Beide kamen im Juli 2019 auf den Markt.

### Technische Daten
|                                            | 2.9 TFSI (1)             | 2.9 TFSI (1)             | 3.0 TDI                                 | 3.0 TDI                                 | 3.0 TDI                                 | 3.0 TDI                                 |
| ------------------------------------------ | ------------------------ | ------------------------ | --------------------------------------- | --------------------------------------- | --------------------------------------- | --------------------------------------- |
| Karosserieversion                          | Limousine                | Avant                    | Limousine                               | Avant                                   | Limousine                               | Avant                                   |
| Bauzeitraum                                | 07/2019–03/2025          | 07/2019–03/2025          | 07/2019–11/2020                         | 07/2019–11/2020                         | 11/2020–03/2025                         | 11/2020–03/2025                         |
| Motorkennbuchstabe                         |                          |                          |                                         |                                         |                                         |                                         |
| Motorbaureihe                              | VW EA839                 | VW EA839                 | VW EA897evo2                            | VW EA897evo2                            | VW EA897evo3                            | VW EA897evo3                            |
| Motorart                                   | Ottomotor                | Ottomotor                | Dieselmotor                             | Dieselmotor                             | Dieselmotor                             | Dieselmotor                             |
| Motorbauart                                | V-Bauart                 | V-Bauart                 | V-Bauart                                | V-Bauart                                | V-Bauart                                | V-Bauart                                |
| Motoraufladung                             | Biturbo                  | Biturbo                  | VTG-Turbolader, elektrischer Verdichter | VTG-Turbolader, elektrischer Verdichter | VTG-Turbolader, elektrischer Verdichter | VTG-Turbolader, elektrischer Verdichter |
| Gemischaufbereitung                        | Benzindirekteinspritzung | Benzindirekteinspritzung | Common-Rail-Einspritzung                | Common-Rail-Einspritzung                | Common-Rail-Einspritzung                | Common-Rail-Einspritzung                |
| Hubraum                                    | 2894 cm³                 | 2894 cm³                 | 2967 cm³                                | 2967 cm³                                | 2967 cm³                                | 2967 cm³                                |
| Zylinder/Ventile                           | 6/24                     | 6/24                     | 6/24                                    | 6/24                                    | 6/24                                    | 6/24                                    |
| max. Leistung bei min−1                    | 331 kW (450 PS)/         | 331 kW (450 PS)/         | 257 kW (349 PS)/3850                    | 257 kW (349 PS)/3850                    | 253 kW (344 PS)/3850–4000               | 253 kW (344 PS)/3850–4000               |
| max. Drehmoment bei min−1                  | 600 Nm/                  | 600 Nm/                  | 700 Nm/2500–3100                        | 700 Nm/2500–3100                        | 700 Nm/1750–3250                        | 700 Nm/1750–3250                        |
| Antriebsart, Serie                         | Allradantrieb            | Allradantrieb            | Allradantrieb                           | Allradantrieb                           | Allradantrieb                           | Allradantrieb                           |
| Getriebe, Serie                            | 8-Stufen-tiptronic       | 8-Stufen-tiptronic       | 8-Stufen-tiptronic                      | 8-Stufen-tiptronic                      | 8-Stufen-tiptronic                      | 8-Stufen-tiptronic                      |
| Lenkung, Serie                             | Vorderradlenkung         | Vorderradlenkung         | Vorderradlenkung                        | Vorderradlenkung                        | Vorderradlenkung                        | Vorderradlenkung                        |
| Lenkung, Optional                          | Allradlenkung            | Allradlenkung            | Allradlenkung                           | Allradlenkung                           | Allradlenkung                           | Allradlenkung                           |
| Leergewicht                                | 2035 kg                  | 2100 kg                  | 2030 kg                                 | 2095 kg                                 | 2030 kg                                 | 2095 kg                                 |
| max. Zuladung                              |                          |                          | 560 kg                                  | 560 kg                                  | 560 kg                                  | 560 kg                                  |
| max. Anhängelast                           |                          |                          | 2100 kg                                 | 2100 kg                                 | 2100 kg                                 | 2100 kg                                 |
| Beschleunigung, 0–100 km/h                 | 4,4 s                    | 4,5 s                    | 5,0 s                                   | 5,1 s                                   | 5,0 s                                   | 5,1 s                                   |
| Höchstgeschwindigkeit                      | 250 km/h (abgeregelt)    | 250 km/h (abgeregelt)    | 250 km/h (abgeregelt)                   | 250 km/h (abgeregelt)                   | 250 km/h (abgeregelt)                   | 250 km/h (abgeregelt)                   |
| Kraftstoffverbrauch auf 100 km, kombiniert | 9,8–15,3 l Super         | 9,9–15,5 l Super         | 6,2–6,4 l Diesel                        | 6,5 l Diesel                            | 6,3 l Diesel                            | 6,4–6,5 l Diesel                        |
| CO2-Emission                               | 231–238 g/km             | 235–241 g/km             | 164–165 g/km                            | 171 g/km                                | 166–167 g/km                            | 170–171 g/km                            |
| Abgasnachbehandlung, PM                    |                          |                          | Dieselpartikelfilter                    | Dieselpartikelfilter                    | Dieselpartikelfilter                    | Dieselpartikelfilter                    |
| Abgasnachbehandlung, NOX                   | —                        | —                        | SCR-Katalysator                         | SCR-Katalysator                         | SCR-Katalysator                         | SCR-Katalysator                         |
| Abgasnorm nach EU-Klassifikation           | —                        | —                        | Euro 6d-TEMP-EVAP-ISC                   | Euro 6d-TEMP-EVAP-ISC                   | Euro 6d-ISC-FCM                         | Euro 6d-ISC-FCM                         |